# Qantas
Qantas là tên của hãng hàng không quốc gia của Úc và là hãng hàng không lớn thứ 11 thế giới. "QANTAS" là viết tắt của Queensland and Northern Territory Aerial Services. Tổng hành dinh của công ty hiện được đặt tại Sydney, New South Wales, Úc.

### Thuở sơ khai
Qantas được thành lập tại Winton, Queensland vào ngày 16-11-1920 dưới tên gọi Queensland and Northern Territory Aerial Services Limited (Công ty Dịch vụ Hàng không Queensland và Vùng lãnh thổ phía Bắc) bởi Paul McGuiness, Hudson Fysh, Fergus McMaster và Arthur Baird. Máy bay đầu tiên của hãng là một chiếc Avro 504K được mua với giá 1425 bảng Úc. Chiếc máy bay này có thể bay với vận tốc 105 km/h và có thể chở được 1 phi công và 2 hành khách. Hành khách đầu tiên là Alexander Kennedy có số vé là 01. Hãng khai thác các chuyến bay chở thư dưới sự quản lý của chính phủ Australia, nối các ga đầu mối tại tây Queensland.
Từ năm 1926 tới 1928, Qantas làm thêm 7 máy bay de Havilland DH.50s vá 1 chiếc DH.9 dưới giấy phép của Longreach. Năm 1928, một chiếc máy bay Qantas được thuê đã thực hiện chuyến bay đầu tiên của Royal Flying Doctor Service of Australia, khởi hành từ Cloncurry.

### Thủy phi cơ và chiến tranh: từ 1934 tới 1945
Năm 1934, công ty trách nhiệm hữu hạn QANTAS và Imperial Airways (tiền thân của British Airways) thành lập nên một công ty mới với tên gọi Qantas Empire Airways Limited. Mỗi bên nắm 49% cổ phần, 2% còn lại nằm trong tay của một tòa án độc lập. Hãng hàng không mới dự định bay chuyến đầu tiên từ Brisbane đi Darwin vào tháng 12-1934 sử dụng máy bay DH.50 và DH.61.

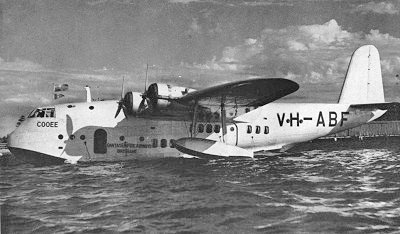
Short S.23 Qantas Empire flying boat

QEA bay các chuyến bay quốc tế từ tháng 5-1935 khi đường bay trên được mở rộng từ Darwin tới Singapore sử dụng máy bay de Havilland DH.86 Commonwealth Airliners và Imperial Airways bay tiếp từ đây tới London. Tháng 7-1938, dịch vụ này được thay thế bằng dịch vụ thủy phi cơ với 3 chuyến một tuần sử dụng tàu Shorts S.23 Empire Flying Boats. Chuyến đi từ Sydney tới Southamton kéo dài 9 ngày, hành khách qua đêm trong khách sạn. Trước chiến tranh, dịch vụ này mang lại lợi nhuận cho hãng và 94% các hành trình đều đúng giờ. Dịch vụ này tiếp tục được khai thác cho tới khi Singapore thua vào năm 1942. Các hành đông thù địch và các vụ tai nạn đã phá hủy một nửa trong tổng số 10 chiếc thủy phi cơ của hãng, những chiếc còn lại được chính phủ Australia trưng dụng để phục vũ chiến tranh.

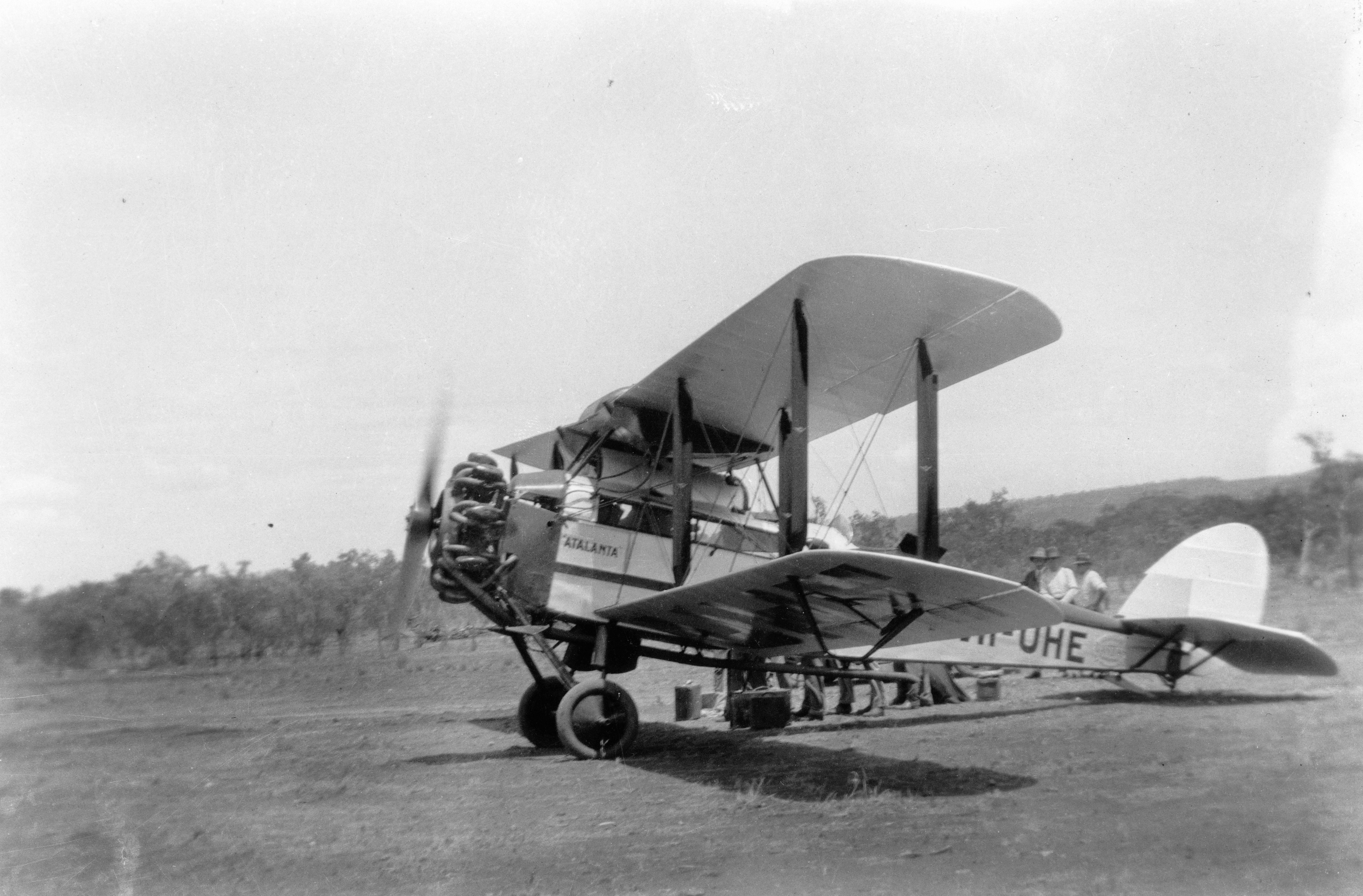
De Havilland biplane, circa 1930

Các dịch vụ thủy phi cơ được nối lại vào ngày 10-07-1943 sử dụng tàu PBY Catalinas của Mỹ với các chuyến bay giữa Swan River, Perth và Koggala lake ở Ceylon (Sri Lanka ngày nay) và kết nối với dịch vụ của BOAC tới London, duy trì sự giao thương với nước Anh. Quãng đường 5.652 km bay không dừng là quãng đường dài nhất trong ngành hàng không vào thời điểm đó với thời gian bay là 28 giờ. Cuối mỗi hành trình, hành khách nhận được chứng chỉ The Rare and Secret Order of the Double Sunrise bởi trong suốt hành trình của mình, họ được thấy mặt trời mọc hai lần.

### Sau chiến tranh: từ 1945 tới 1959
Sau Chiến tranh thế giới lần thứ 2, QAE được quốc hữu hóa, cùng với Đảng lao động Australia dưới sự lãnh đạc của thủ tướng Ben Chifley mua lại cổ phần của cả Qantas Limited và BOAC. Vào thời điểm đó, quốc hữu hóa các hãng hàng không rất phổ biến.
Một thời gian ngắn sau đó, QEA bắt đầu các dịch vụ đầu tiên của họ ngoài Đế quốc Anh tới Tokyo quá cảnh tại Darwin và Manila bằng máy bay Lancastrian. Các máy bay này cũng được dùng để hợp tác với BOAC trong việc triển khai đường bay giữa Sydney và London, tuy nhiên đã bị thay thế bằng máy bay Douglas DC-4s. Đường bay tới Hong Kong cũng được triển khai vào cùng thời điểm.

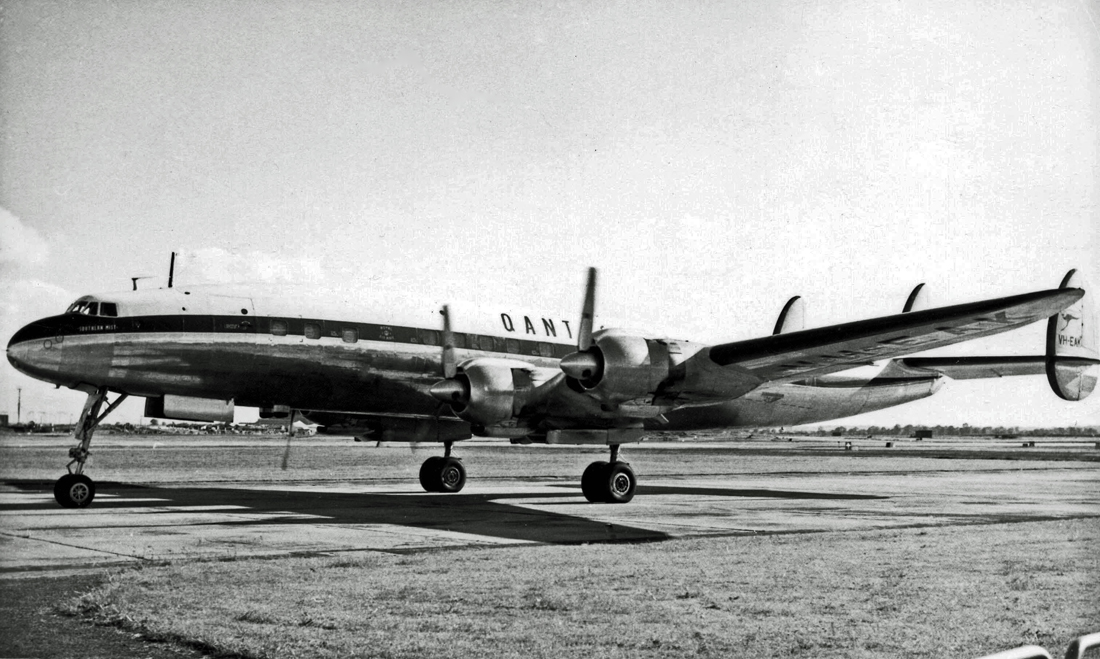
Qantas Super Constellation arriving at London Heathrow from Sydney in 1955

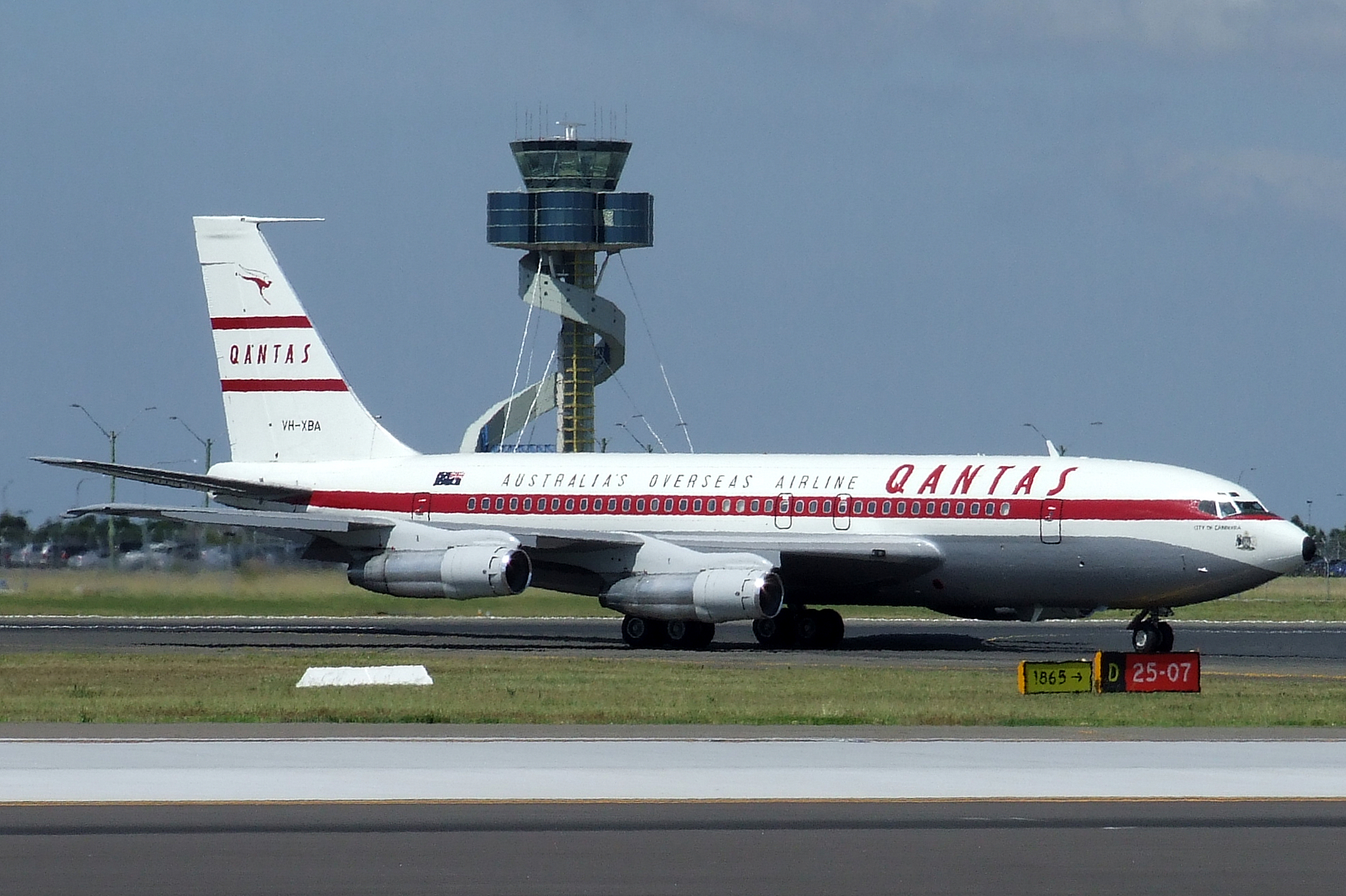
Qantas' first Boeing 707 was restored in the UK and flown to Australia to be put on display in a museum

Năm 1947, hãng nhận về máy bay Lockheed L.749 Constellations và được dùng để khai thác trên đường bay tới London. Năm 1952, Qantas mở rộng mạng lưới của mình với các đường bay tới Johannesburg quá cảnh Perth, Cocos Islands và Mauritius, các đường bay bày được đặt tên là Wallaby Route. Cũng trong khoảng thời gian này, chính phủ Anh thúc ép Qantas mua máy bay De Havilland Comet, tuy nhiên Hudson Fysh hồ nghi về khả năng kinh tế của loại máy bay này và đã phản đối. Mạng lưới của Qantas lúc này được mở rộng tới Vancouver quá cảnh Auckland, Nadi, Honolulu và San Francisco vào đầu năm 1954, sau khi hãng tiếp quản British Commonwealth Pacific Airlines (BCPA)..
Năm 1958, Qantas là một trong số rất ít các hãng hàng không bay vòng quanh thế giới, khai thác các dịch vụ từ Austalia tới London quá cảnh tại châu Á và Trung Đông hoặc qua Tây bán cầu. Năm 1959, hãng nhận về máy bay Lockheed Electra.
Tháng 9-1956, Qantas đặt hàng máy bay Boeing 707-138, chiếc đầu tiên được giao vào tháng 6-1959.. Với đơn đặt hàng này, Qantas trở thành hãng hàng không ngoài nước Mỹ đầu tiên đặt hàng loại máy bay này.:53 Phiên bản máy bay của Qantas là phiên bản gốc của Boeing, nó ngắn hơn 10 feet so với các máy bay cùng loại mà các hãng hàng không khác sử dụng, điều này đã làm hỏng hiệu quả kinh tế cho các đường bay trên Thái Bình Dương của Qantas. Hãng đã thành công trong việc đàm phán với Boeing để có được phiên bản máy bay Boeing ngắn hơn này. Tháng 3-1960, Qantas đạt hàng thêm 6 chiếc Boeing 707-138B, và được giao vào năm sau.:64

### Từ 1959 tới 1992
Chiếc máy bay đầu tiên được đăng ký ở Australia có số hiệu là VH-EBA với tên gọi "Thành phố Canberra". Khi trở về Australia vào tháng 12-2006 để trưng bày trong bảo tàng của Qantas tại Longreach, Queensland, nó có số hiệu là VH-XBA.. Máy bay Boeing 707-138 là một phiên bản ngắn hơn của Boeing 707 và duy nhất được khai thác bởi Qantas. Chuyến bay thương mại trở khách đầu tiên của Qantas cất cánh vào ngày 29-07-1959 từ Sidney đi San Francisco quá cảnh tại Nadi và Honolulu. Ngày 5-09-1959, Qantas trở thành hãng hàng không thứ 3 khai thác đường bay qua Đại Tây Dương sau BOAC và Pan Am, khai thác các đường bay Sydney - London - New York. Tất cả các máy bay phản lực tua bin đều được chuyển thành động cơ phản lực cánh quạt đẩy và được đặt tên là "V jets" với V trong tiếng Latin nghĩa là quạt.

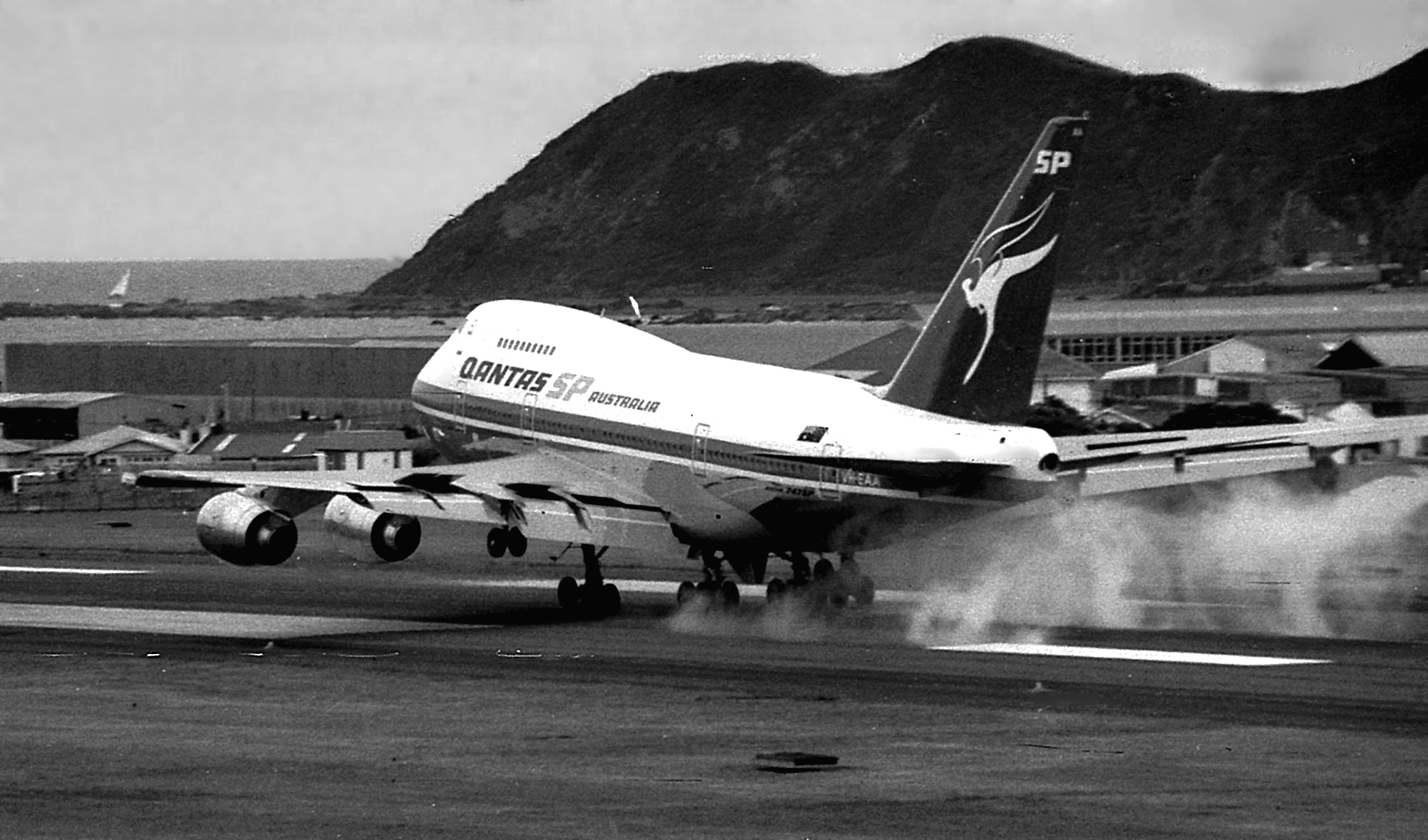
747SP hạ cánh ở Wellington, New Zealand năm 1981

Du lịch bằng đường hàng không phát triển khá mạnh trong những năm đầu thập niên 60, do đó Qantas đã đặt hàng máy bay Boeing 707-338C. Năm 1966, hãng đã đa dạng hóa việc kinh doanh của mình bằng cách mở khách sạn Wentworth với công suất 450 phòng ở Sydney. Cũng trong năm đó, Qantas cũng có đặt mua máy bay Concorde, tuy nhiên đơn hàng này đã bị hủy. Cũng trong năm 1966, Qantas khai thác thêm một đường bay vòng quanh thế giới mới với tên gọi Fiesta từ Sydney tới London, quá cảnh tại Tahiti, Mexico City, và Bermuda. Năm 1965, Qantas khai thác máy bay V-Jet đầu tiên trên đường bay Sydney tới London, quá cảnh tại Kuala Lumpur trên tuyến bay Kangaroo (Kangaroo Route).
Năm 1967, hãng đặt hàng máy bay Boeing 747, loại máy bay này có thể trở được tới 350 hành khách và là một bước tiến rõ rệt so với Boeing 707. Các đơn đặt hàng này gồm 4 máy bay, được giao từ năm 1971. Sự chậm trễ trong việc giao máy bay này cho phép Qantas có thể lựa chọn dòng máy bay 200B. Cũng trong năm 1967, hãng đổi tên từ Qantas Empire Airways thành Qantas Airways và được dùng cho tới ngày nay.

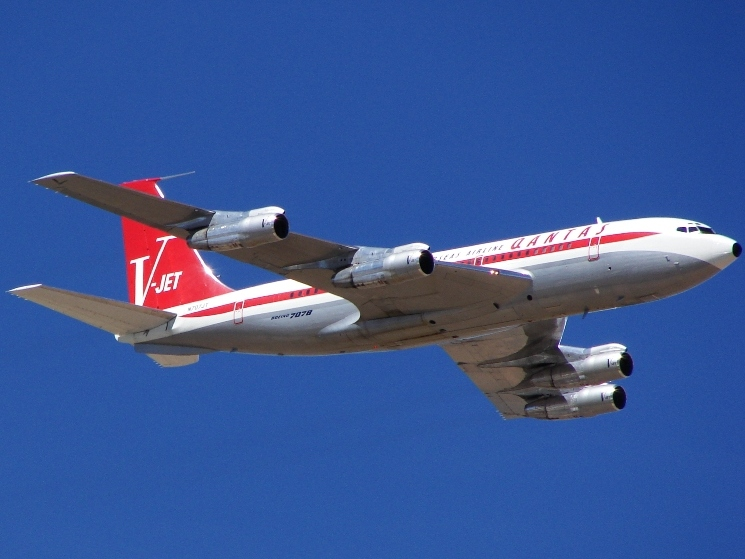
Ex-Qantas Boeing 707-138B "V-jet" owned by John Travolta, repainted in 1960s livery

Vào thời điểm cơn lốc Cyclone Tracy phá hủy thành phố Darwin vào giáng sinh năm 1974, Qantas lập một kỷ lục thế giới về chiếc máy bay chở được nhiều người nhất với 673 người trên máy bay Boeing 747. Hãng cũng lập một kỷ lục tương tự với 327 người trên máy bay Boeing 707 VH-EAH. Cuối thập kỷ đó, Qantas cũng cân nhắc việc đặt hàng hai máy bay McDonnell Douglas DC-10 để khai thác các chuyến bay tới Wellington, New Zealand, tuy nhiên điều này đã được thay bằng hai máy bay Boeing 747SP. Tháng 3-1979, Qantas khai thác đường bay Sydney-Auckland bằng máy bay Boeing 707 và trở thành hãng hàng không duy nhất trên thế giới có đội bay chỉ gồm các máy bay Boeing 747s. Cũng trong năm đó, Qantas là hãng hàng không đầu tiên trên tế giới giới thiệu dịch vụ hạng Thương gia.
Năm 1975, Qantas đặt tổng hành dinh tại Qantas House ở Sydney.
Máy bay Boeing 767–200 được hãng sử dụng vào năm 1985, trên các đường bay tới New Zealand, Châu Á và khu vực Thái Bình Dương. Cùng trong năm đó, máy bay Boeing 747-300 được đưa vào sử dụng với đặc điểm là có thêm một tầng trên ở phần thân trước. Năm 1989 hãng đưa máy bay Boeing 747-400 vào khai thác. Việc giao chiếc máy bay đầu tiên này cũng đã tạo ra một kỷ lục thế giới là bay liền 18,000 km từ London tới Sydney không nghỉ.
Năm 1990, Qantas thành lập hãng hàng không Australia Asia Airlines khai thác các đường bay tới Đài Loan sử dụng máy bay Boeing 747SP và Boeing 767 của Qantas. Hãng này ngừng hoạt động vào năm 1996.

### Tư nhân hóa: từ 1992 tới 2006

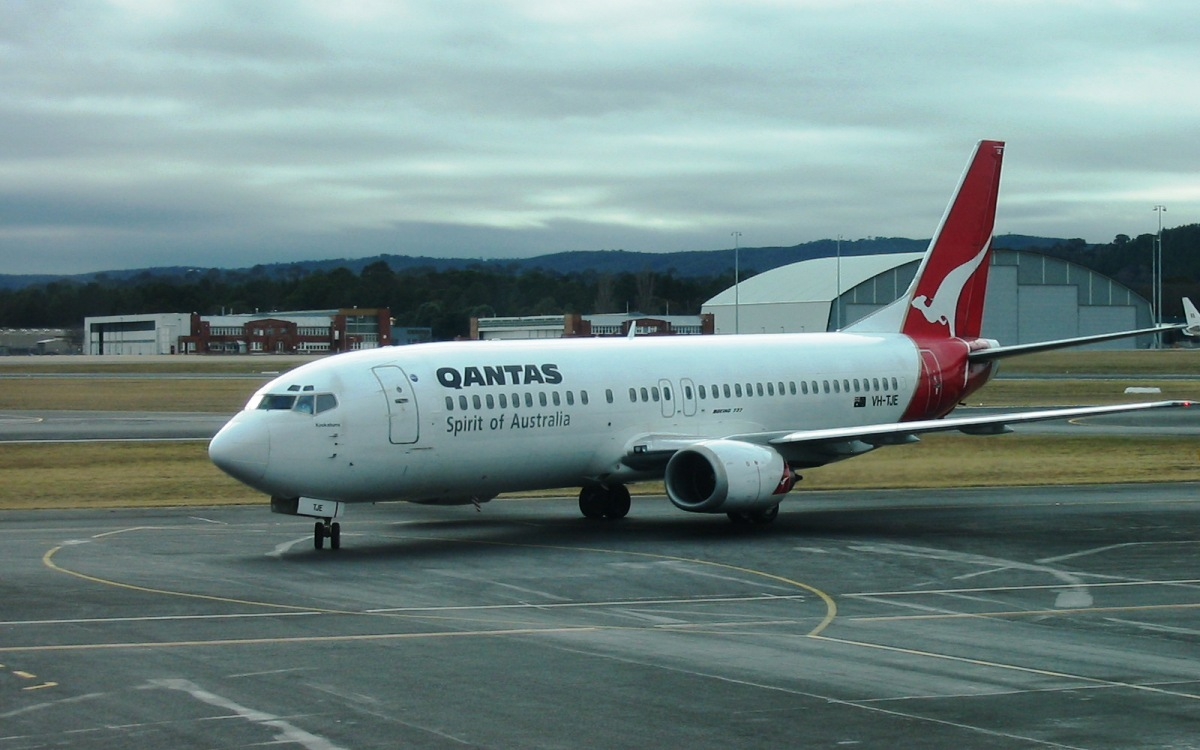
Ex-Australian Airlines Boeing 737–400 VH-TJE in Qantas livery. This was the first 737-400 delivered into Australia.

Chính phủ Australia bán hãng hàng không nội địa Australian Airlines cho Qantas vào tháng 8-1992, tạo điều kiện cho hãng đi sâu vào thị trường nội địa. Qantas được tư nhân hóa vào tháng 3-1993, trong đó British Airways nằm 25% cổ phần trị giá 665 triệu đô la Australia. Sau một vài lần trì hoãn, phần còn lại của Qantas được chuyển đổi vào năm 1995. Cổ phần của hãng được phát hành vào tháng 6 và 7 cùng năm trong đó chính phủ nhận được 1.45 tỉ đô Úc. Số cổ phần còn lại được phát hành vào năm 1995 tới 1997. Investors outside Australia took a strong interest in the float, securing 20% of the stock which, together with British Airways 25% holding, meant that, once floated on the stock exchange, Qantas was 55% Australian owned and 45% foreign owned. Theo Luật, 51% cổ phần của Qantas phải được sở hữu bởi các cổ đông Australia.
Năm 1998, Qantas cùng với American Airlines, British Airways, Canadian Airlines, và Cathay Pacific sáng lập ra liên minh hàng không Oneworld. Liên minh này chính thức hoạt động vào tháng 2-1999,, cũng trong năm đó Iberia và Finnair tham gia vào liên minh này. Oneworld cung cấp cho hành khách một mạng lưới đường bay khắp toàn cầu. Các hãng hàng không liên kết và hỗ trợ lẫn nhau, nhằm hạ thấp chi phí.
Na9m 2000, Qantas đặt hàng 12 chiếc Airbus A380-800 và có thể thêm 12 chiếc nữa. Ngày 29-10-2006, hãng đặt thêm 8 chiếc loại này, nâng tổng số máy bay trong đơn đặt hàng lên 20 chiếc. Qantas là hãng hàng không thứ ba trên thế giới nhận được máy bay này sau Singapore Airlines và Emirates.

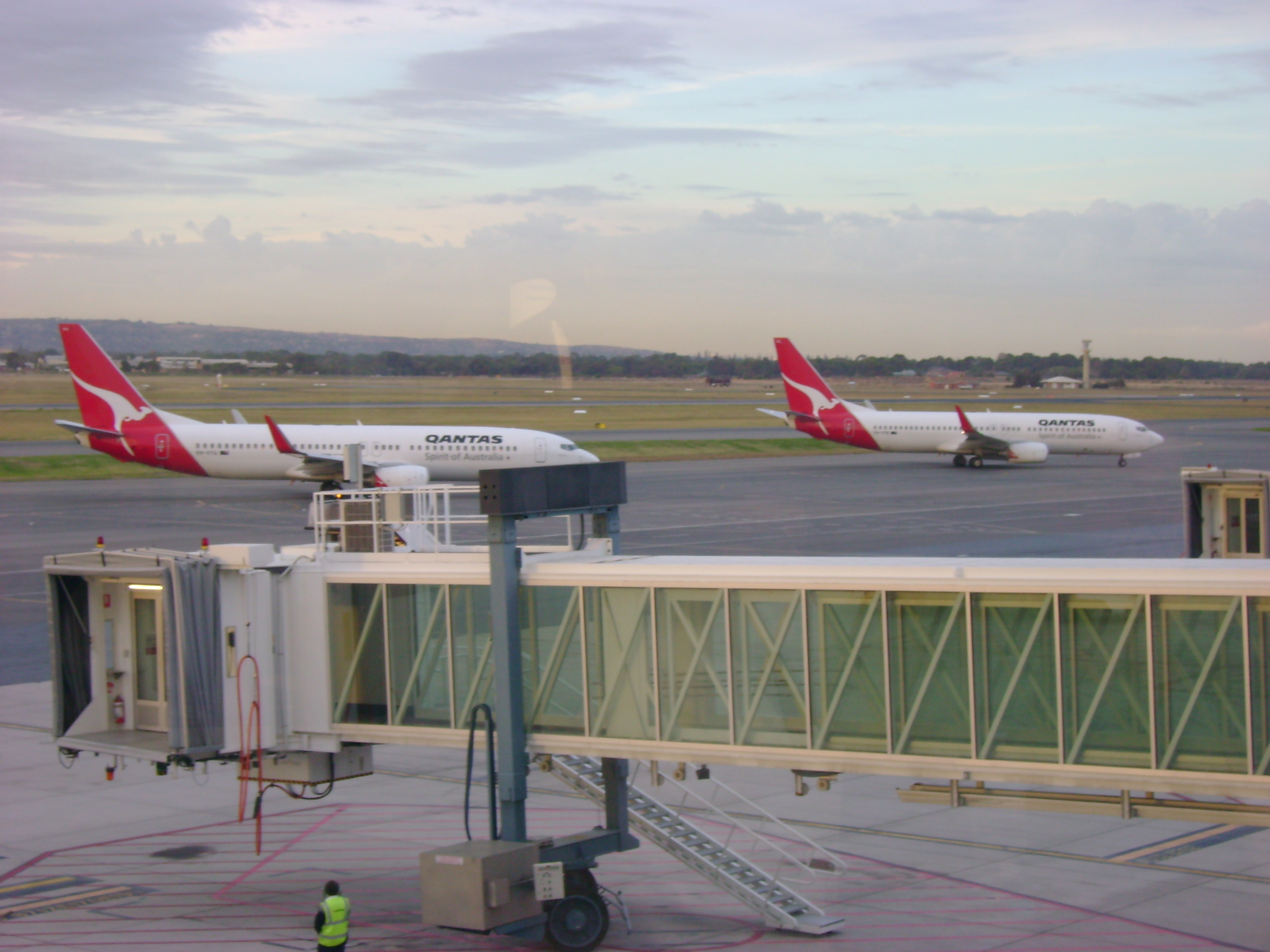
Two Boeing 737-800s taxiing to the runway at Adelaide Airport

Đối thủ chính của Qantas trên các đường bay nội địa là Ansett Australia phá sản vào ngày 14-09-2001, điều này làm cho phân mảng thị trường của Qantas ngay lậptức được nâng lên gần 90%, 10% còn lại do hãng hàng không giá rẻ Virgin Blue nắm giữ. Nhân dịp này, Qantas đặt hàng thêm máy bay Boeing 737-800, máy bay này được giao 3 tháng sau đó.
Đây là một khoảng thời gian giao hàng ngắn hiếm thấy bởi lúc đó, tại Mỹ vừa xảy ra sự kiện 11-09 và hậu quả của nó là ngành hàng không Mỹ suy giảm một cách đáng kể. Do đó, American Airlines cũng không cần thêm số máy bay mà họ đã đặt hàng trước đó. Do đó Qantas đã nhận về những chiếc máy bay này với điều kiện vẫn giữ nguyên thiết kế nội thất của American Airlines.
Cùng thời điểm đó, Virgin Blue công bố rằng hãng sẽ mở rộng vào tháng 10-2001, 
điều này đã làm cho phân khúc thị trường nội địa của Qantas giảm xuống còn 60%. Để đối phó với việc phân khúc thị trường nội địa của mình có thể bị giảm thêm nữa, Qantas đã thành lập ngay hãng hàng không giá rẻ Jetstar. Điều này đã làm cho phân khúc thị trường nội địa của Qantas giữ vững ở mức 65% và 35% còn lại dành cho Virgin Blue và các hãng khác. 

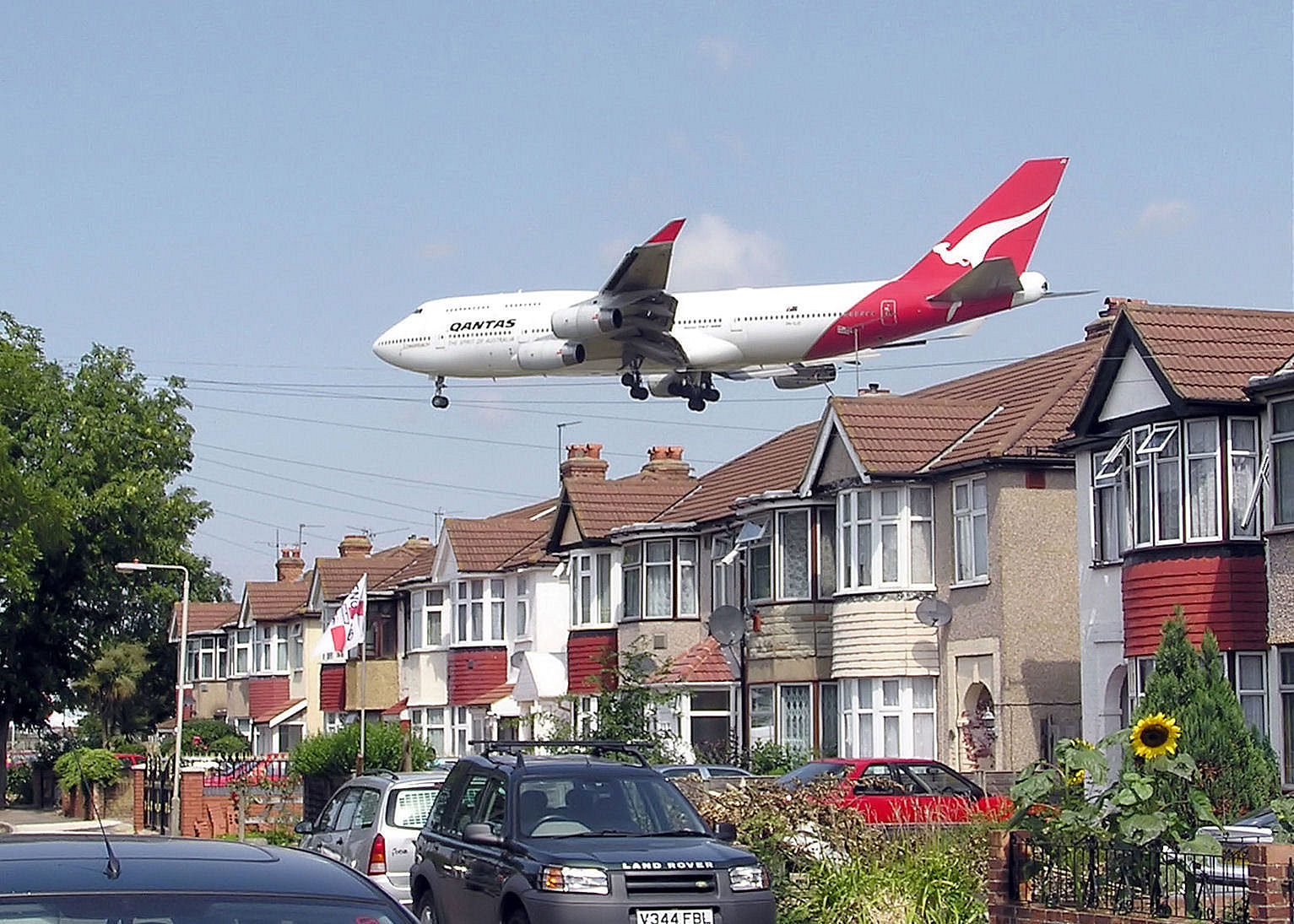
Boeing 747–438 on Final Approach to 27L at London Heathrow Airport

Qantas cũng mở rộng mạng lưới của mình tại thị trường hàng không nội địa New Zealand, bắt đầu bằng việc trở thành cổ đông của Air New Zealand và sau đó tiếp quản việc nhượng quyền của Ansett New Zealand. Năm 2003, Qantas thất bại trong việc mua lại một số lượng lớn cổ phần của Air New Zealand. Tiếp theo đó, Qantas đã tăng sức cạnh tranh của mình trên các tuyến bay giữa Australia và New Zealand bằng cách đưa Jetstar vào khai thác các tuyến bay này. British Airways bán lại 18.5% cổ phần của mình trong Qantas vào tháng 9-2004 với giá 425 triệu bảng Anh.

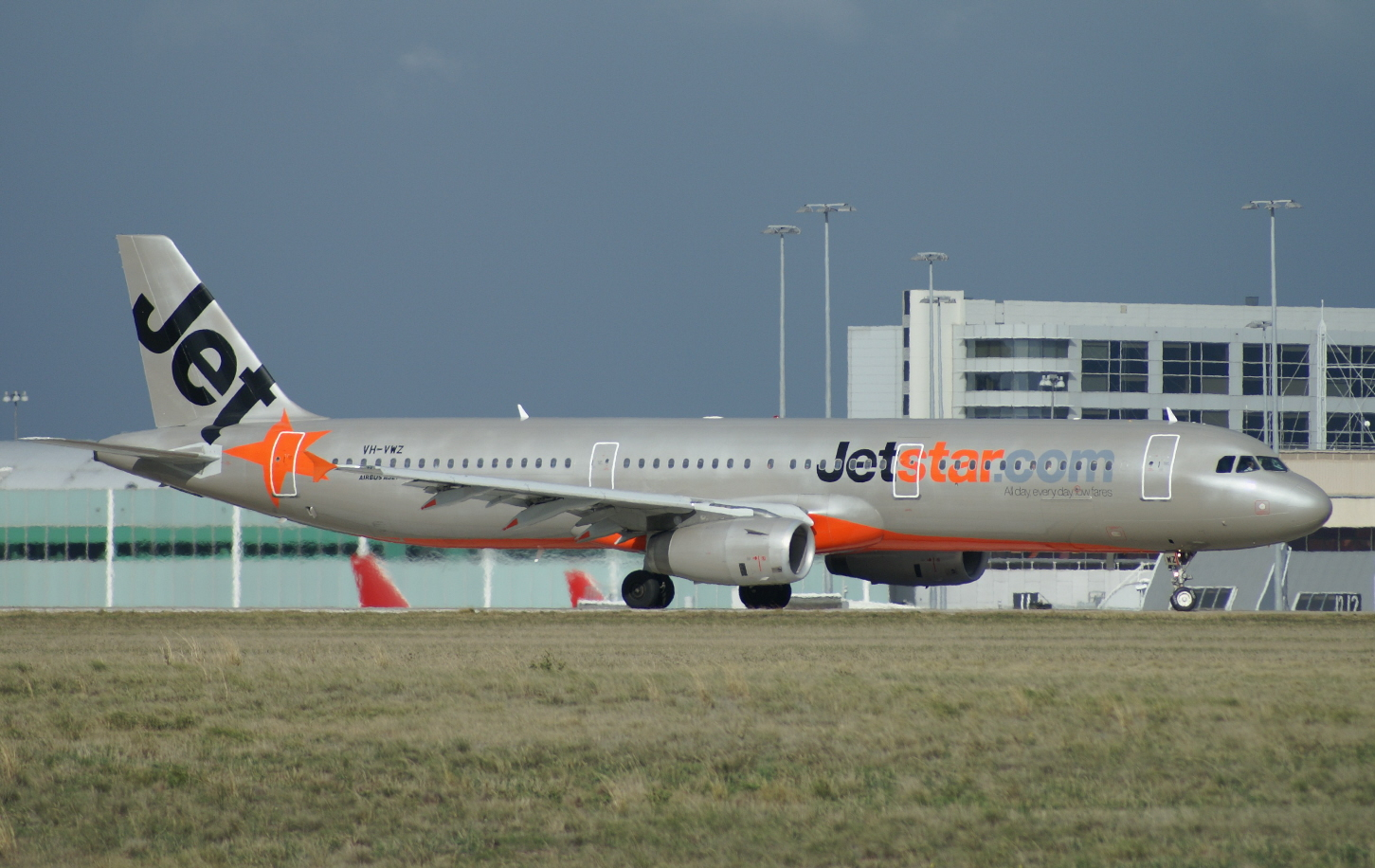
Qantas established its low-cost subsidiary Jetstar Airways in 2003

Ngày 13-12-2004, chuyến bay đầu tiên của Jetstar Asia Airways cất cánh từ Singapore đi Hong Kong, chính thức đưa Qantas vào thị trường hàng không giá rẻ châu Á. Qantas sở hữu 44.5% cổ phần của hãng này.
Ngày 14-12-2005, Qantas công bố một đơn đặt hàng 115 máy bay 787–8 và 787–9. Qantas sẽ dùng các máy bay này để thay thế đội bay 767–300 cũng như tăng năng lực vận chuyển cũng như khai thác các đường bay mới. Jetstar cũng khai thác 15 máy bay trong số này trên các đường bay quốc tế. Công bố này được đưa ra sau một thời gian dài cạnh tranh giữa Boeing và Airbus nhằm thỏa mãn yêu cầu của hãng trong việc làm mới đội bay cũng như các đường bay trong tương lai. Chiếc 787s đầu tiên, theo thỏa thuận, sẽ được giao vào tháng 8-2008 và 787-9s sẽ được giao vào năm 2011. Tuy nhiên, ngày 10-04-2008, Qantas tuyên bố rằng việc giao máy bay này sẽ bị trễ khoảng 15 tháng. Geoff Dixon, CEO của Qantas nói rằng hãng sẽ tính toán thiệt hại của việc chậm trễ này với Boeing và sẽ dùng số tiền đó để thuê máy bay thay thế. Qantas đã đàm phán cho việc thuê lại 6 chiếc Airbus A330 để Jetstar khai thác các đường bay quốc tế.
Mặc dù Qantas không lựa chọn máy bay Boeing 777-200LR, nhưng hãng vẫn đang tìm mua máy bay để bay chặng Sydney - London mà không phải quá cảnh.

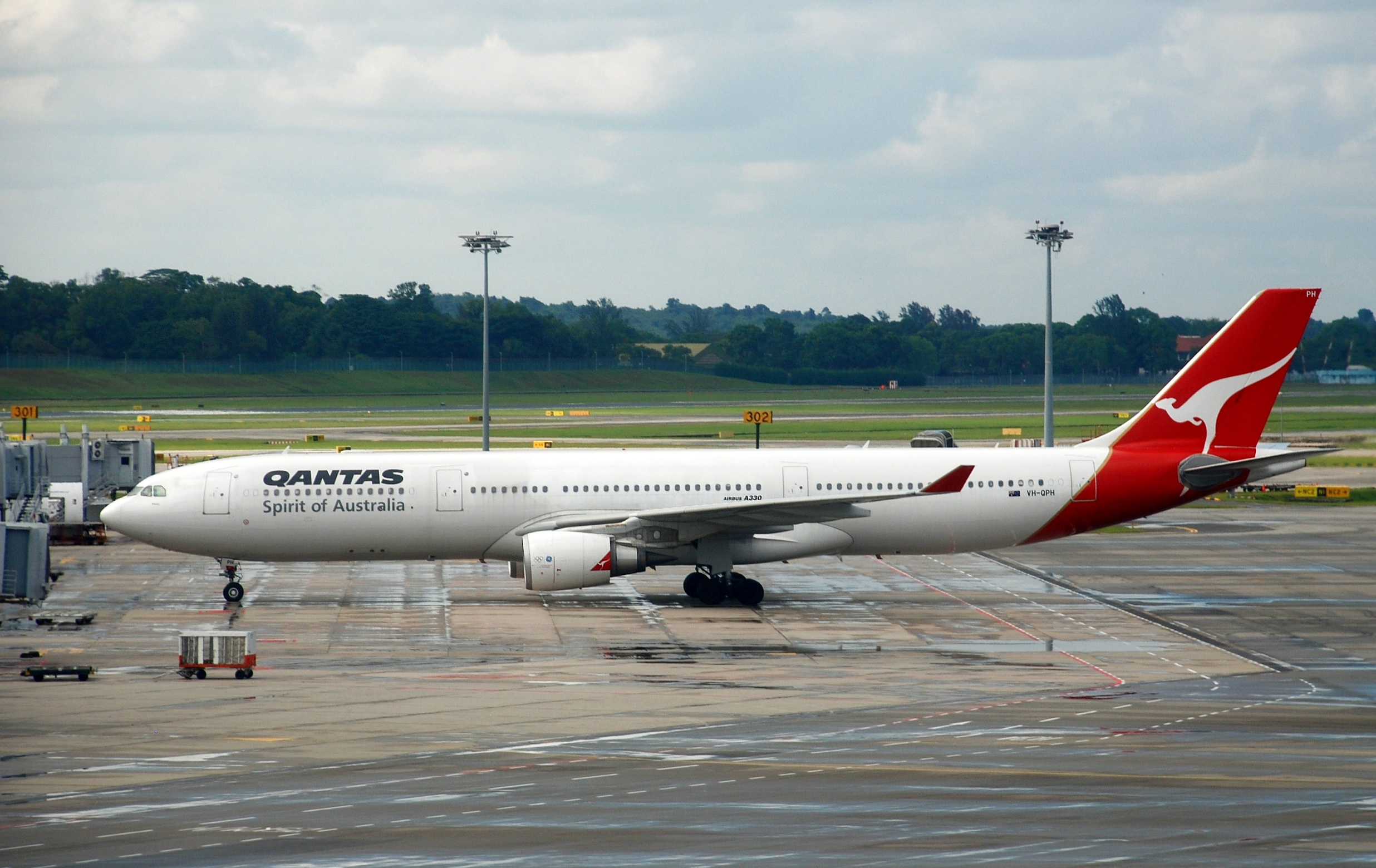
VH-QPH, một chiếc Airbus A330-300 ở Singapore.

### Qantas ngày nay
Điểm trung chuyển chính của các chuyến bay quốc tế của Qantas là Sân bay quốc tế Kingsfort Smith Sydney và Sân bay Melbourne. Ngoài ra Qantas cũng khai thác một số lượng đáng kể các chuyến bay từ Sân bay quốc tế Singapore Changi, Sân bay quốc tế Auckland, Sân bay Brisbane, Sân bay quốc tế Los Angeles và Sân bay London Heathrow. Điểm trung chuyển chính cho các chuyến bay nội địa là Sydney, Melbourne, Brisbane, Perth và Adeleide tuy nhiên hãng cũng khai thác rất nhiều chuyến bay từ Canberra và Cairns.
Qantas sở hữu Jetstar Airways, Jetconnect (khai thác các chuyến bay trong nội địa New Zealand và các chuyến bay giữa Australia và New Zealand), QantasLink (bao gồm Sunstate Airlines và Eastern Australia Airlines), và Qantas Freight (hãng này sở hữu Express Freighters Australia). Qantas đã nắm giữ 4.2% cổ phần của Air New Zealand, tuy nhiên chúng đã được bán vào ngày 26-07-2007 với giá 116 triệu đô la New Zealand. Qantas cũng nắm 49% cổ phần của hãng hàng không Fiji Air Pacific. Thông qua công ty con là Qantas Freight, Qantas cũng hám 50% cổ phần của cả hai công ty Australian air Express và Star Track Express và 50% cổ phần còn lại của hai công ty trên do Australia Post sở hữu.

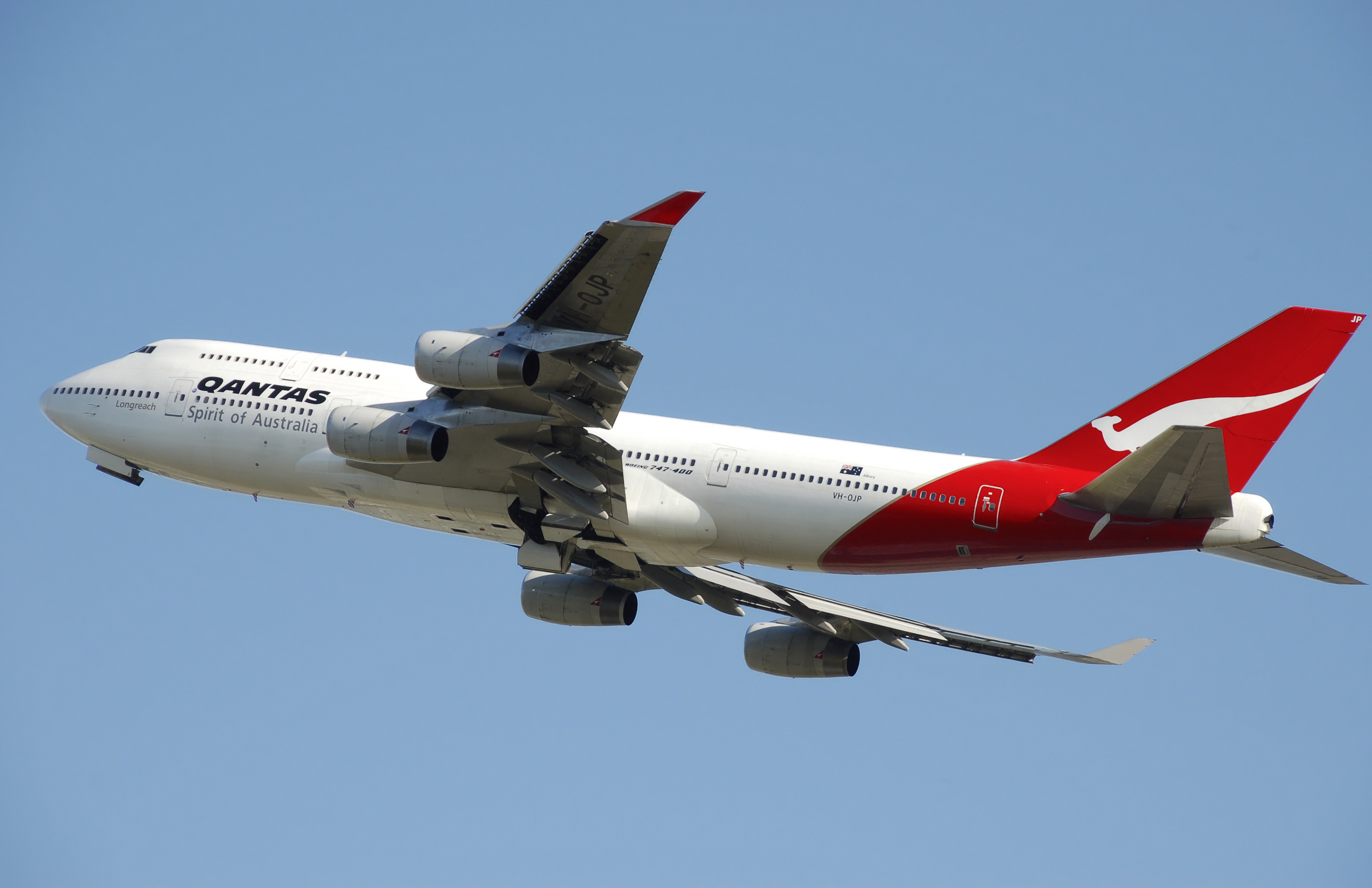
Boeing 747-400 cất cánh

Từ khi được tư nhân hóa vào năm 1993, Qantas trở thành một trong số các hãng hàng không có lợi nhuận cao nhất trên thế giới. Năm 2008, hãng được giải thưởng Hãng hàng không tốt thứ 3 trên thế giới do Skytrax bình trọn . Năm 2007 Qantas đứng thứ 5 và năm 2005-2006 đứng thứ 2. Ngoài ra, Qantas còn nhận được giải thưởng "Dịch vụ hạng nhất tốt nhất", "Hãng hàng không tốt nhất Australia", "Hãng hàng không phục vụ đồ ăn trên khoang hạng phổ thông tốt nhất" cũng như "Hãng hàng không tốt nhất khu vực Chuâ Á-Úc"
Qantas đã mở rộng mạng lưới của Jetstar Airways với việc khai thác các đường bay quốc tế (ngoài các đường bay giữa Australia và New Zealand cũng như các đường bay do Jetstar Asia khai thác) tới các điểm du lịch như Bali, TP. Hồ Chí Minh, Osaka và Honolulu từ tháng 11-2006. Một số đường bay (VD: Sydney tới Honolulu]], Jetstar khai thác song song với các chuyến bay của Qantas, còn lại hầu hết là các đường bay mới.
Các máy bay Boeing 747, vốn là đội bay chính của Qantas trong thập niên 80 với 28 chiếc, sẽ được cho nghỉ trong những năm tới. Ba chiếc 747-300s cuối cùng của hãng đã được cho nghỉ hưu vào cuối năm 2008 và các máy bay 747-400 sẽ được hủy bỏ dần dần, bắt đầu từ năm 2013 và sẽ được thay thế bằng máy bay Airbus A380. Ngoài ra Qantas cũng đang cân nhắc trong việc sử dụng máy bay Airbus A350, Boeing 777-300ER và Boeing 787 trong việc thay thế máy bay Boeing 747-400 ngoài các máy bay A380.

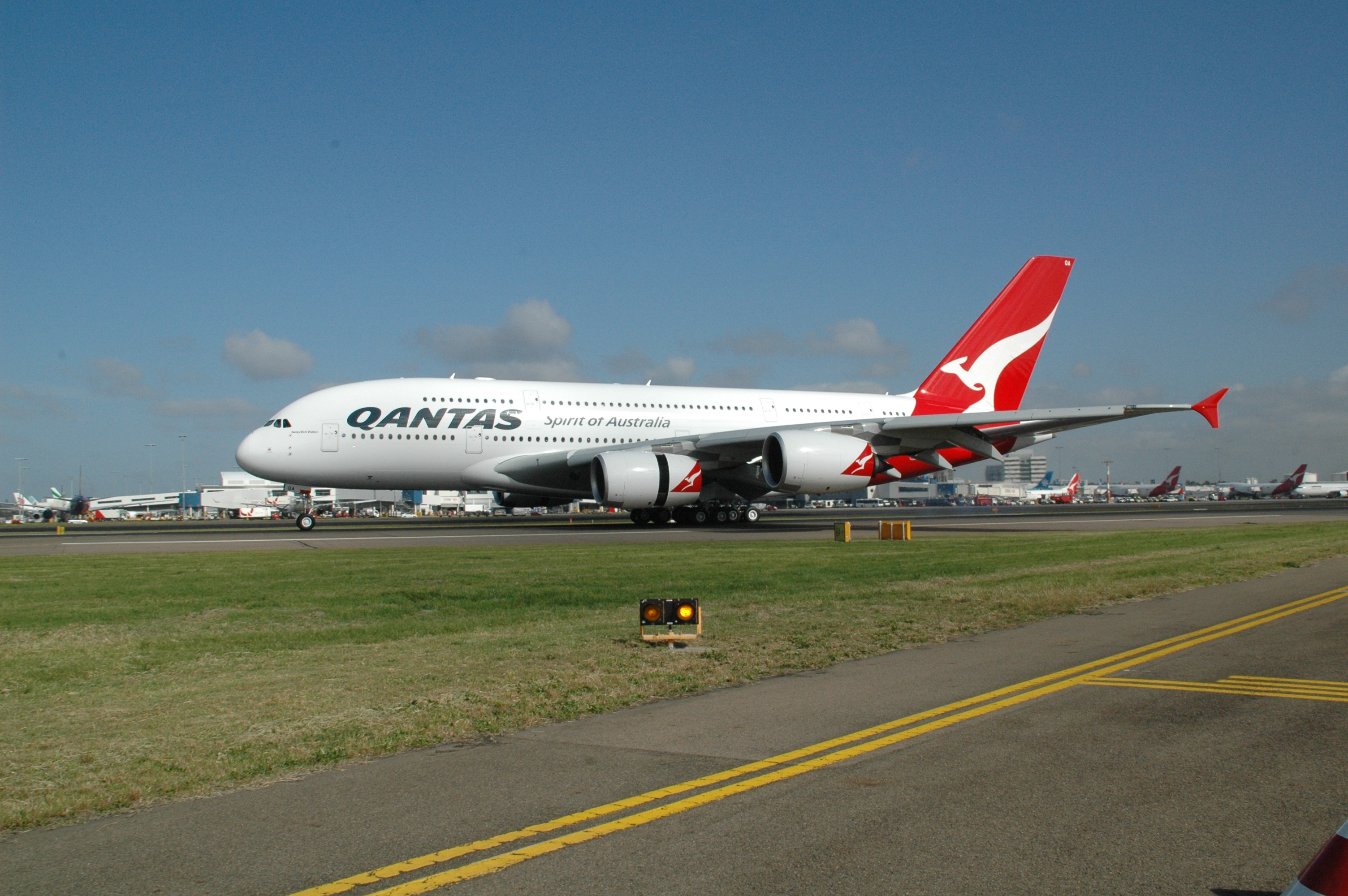
VH-OQA, the first Qantas A380-842, lands at Sydney Airport at the end of its first flight to Australia

Ngày 1-07-2008, Qantas nắm 58% cổ phần của Jetset Travelworld Group bằng cách kết hợp các bộ phận lữ hành và du lịch của nó là Qantas Holidays và Qantas Business Travel (QBT) sau đó bán lại cho Jetset Travelworld Group. Thỏa thuận này tạo ra một mối quan hệ song phương giữa công ty du lịch với các đại lý bán lẻ, nhà phân phối và các tổ chức bán hàng.
Cũng trong năm 2008, vào ngày 19-09 tổ chức buổi lễ nhận chiếc máy bay Airbus A380 đầu tiên. Trong buổi lễ kỷ niệm này, Qantas công bố rằng hãng đang cân nhắc việc mua thêm 4 máy bay loại này. Máy bay này đã hạ cánh xuống sân bay Sydney vào sáng ngày 21-09. Chuyến bay đầu tiên bằng máy bay A380 của Qantas là chuyến Melbourne - Los Angeles vào ngày 20-10-2008 và sau đó là từ Sydney đi Los Angeles. Chiếc A380 thứ hai được giao vào tháng 12-2008 sẽ được dùng để tăng tần suất trên đường bay này. Những chiếc tiếp theo sẽ được dùng để mở rộng mạng lưới đường bay, bắt đầu với tuyến bay Kangaroo.
Ngày 2-12-2008, British Airways xác nhận rằng hãng này đang đàm phán với Qantas về việc sáp nhập hai hãng. Sau khi sáp nhập, cổ phiếu của hãng mới sẽ được niêm yết tại sàn giao dịch chứng khoán London và sàn giao dịch chứng khoán Australia. Tuy nhiên, ngày 18-12-2008, cả hai công ty đều từ bỏ kế hoạch này bởi các vấn đề về quản lý sau khi sáp nhập. Nếu việc sáp nhập này thành công, cùng với việc British Airways sáp nhập thành công với Iberia Airlines, sẽ tạo ra hãng hàng không lớn nhất thế giới.

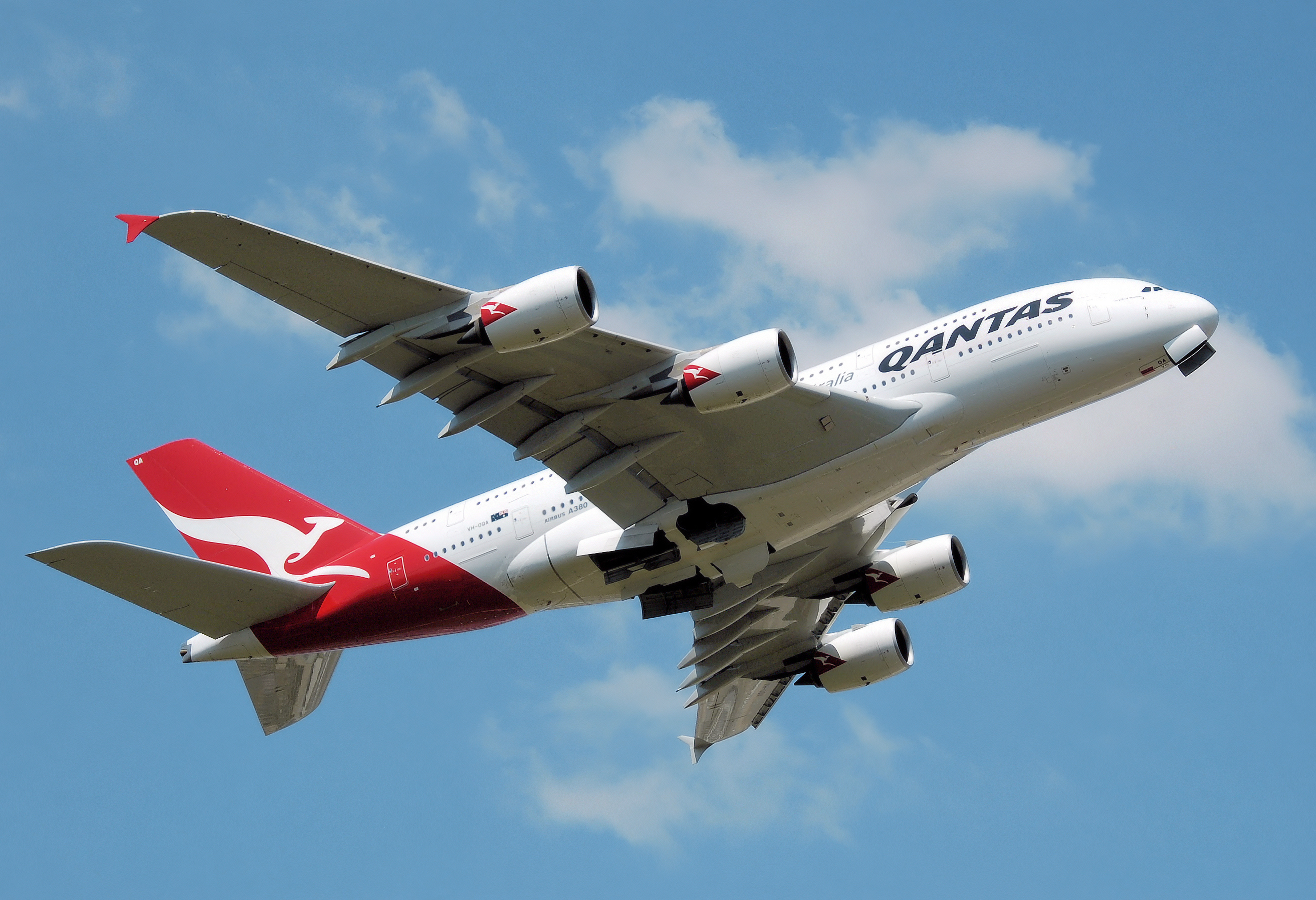
Airbus A380 taking off from London Heathrow Airport in June 2009. The main and nose undercarriage doors have not yet retracted.

Ngày 29-12-2008, chuyến bay trở khách cuối cùng bằng máy bay Boeing 747-300 của Qantas cất cánh trong hành trình từ Melbourne đi Los Angeles quá cảnh Auckland. Chuyến bay cuối cùng của 3 máy bay loại này được thực hiện vào ngày 20-01-2009, khi chúng bay tới Mỹ để xếp kho, việc này đã khép lại 24 năm hoạt động với hơn 524,000 giờ bay.
Trong cơn khủng hoảng tài chính thế giới, Qantas nói họ sẽ bỏ bới một số ghế hạng nhất trên một số đường bay quốc tế ngắn nhằm tăng lợi nhuận. Cổ phiếu của hãng đã tăng nhanh sau khi giảm mạnh vào tháng 3-2009 và lợi nhuận của hãng giảm 88% trong năm đó, tuy nhiên Qantas là một trong số ít các hãng hàng không có lãi vào năm đó. Qantas công bố rằng hãng chỉ phục vụ dịch vụ hạng nhất trên các chuyến bay giữa Australia và London quá cảnh Singapore cũng như giữa Australia và Los Angeles.

## Các hoạt động quảng bá
Trên website của mình, Qantas sử dụng một hình động nhỏ để thông báo rằng hãng sẽ phục vụ dịch vụ Internet trên máy bay A380.
Qantas sử dụng một chiến dịch quảng cáo, trong đó sử dụng bài hát dành cho dàn đồng ca thiếu nhi với tên gọi "I Still Call Australia Home", với khung cảnh nền là hình ảnh nước Australia. Chiến dịch quảng cáo trước đó nhắm vào khán giả xem truyền hình Mỹ với hình ảnh con gấu Koala căm ghét Qantas bởi đã mang quá nhiều du khách tới phá hoại sự yên tĩnh của nó, với câu nói chính "Tôi ghét Qantas". Qantas là nhà tài trợ chính cũng như tài trợ áo thun cho "Ủy ban bóng bầu dục quốc gia Australia" cũng như "đội bóng bầu dục quốc gia Australia". Qantas cũng là nhà tài trợ cho Socceroos, đội tuyển bóng đá quốc gia Australia, giải Formula one Australian Grand Prix.

Các điểm đến của Qantas

Qantas có 16 điểm đến nội địa và 21 điểm đến quốc tế ở 14 quốc gia châu Phi, châu Mỹ, châu Á, châu Âu và châu Đại Dương, không kể các điểm đến của các công ty phụ thuộc.

### Các chuyến bay tới Nam Cực
Qantas khai thác các chuyến bay thuê tới Nam Cực. Chuyến bay đầu tiên được thực hiện vào năm 1977 . Tuy nhiên các chuyến bay này đã bị gián đoạn sau tai nạn máy bay NZ901 của Air New Zealand tại Mt Erebus vào năm 1979. Qantas nối lại đường bay này vào năm 1994.

### CityFlyer
Qantas đặt tên cho tất cả các chuyến bay thẳng giữa Adelaide, Brisbane, Canberra, Melbourne, Perth và Sydney là Qantas CityFlyer.

## Thỏa thuận liên danh
- Aircalin
- Air France
- Air New Zealand
- Air Niugini
- Airnorth
- Air Tahiti Nui
- Air Vanuatu
- Alaska Airlines
- American Airlines
- Asiana Airlines
- Bangkok Airways
- British Airways
- Cathay Pacific
- China Airlines
- China Eastern Airlines
- China Southern Airlines
- El Al
- Emirates
- Fiji Airways
- Finnair
- ITA Airways
- Japan Airlines
- Jetstar
- Jetstar Asia
- Jetstar Japan
- Pacific Airlines
- KLM
- LATAM Chile
- Solomon Airlines
- SriLankan Airlines
- Vietnam Airlines
- WestJet

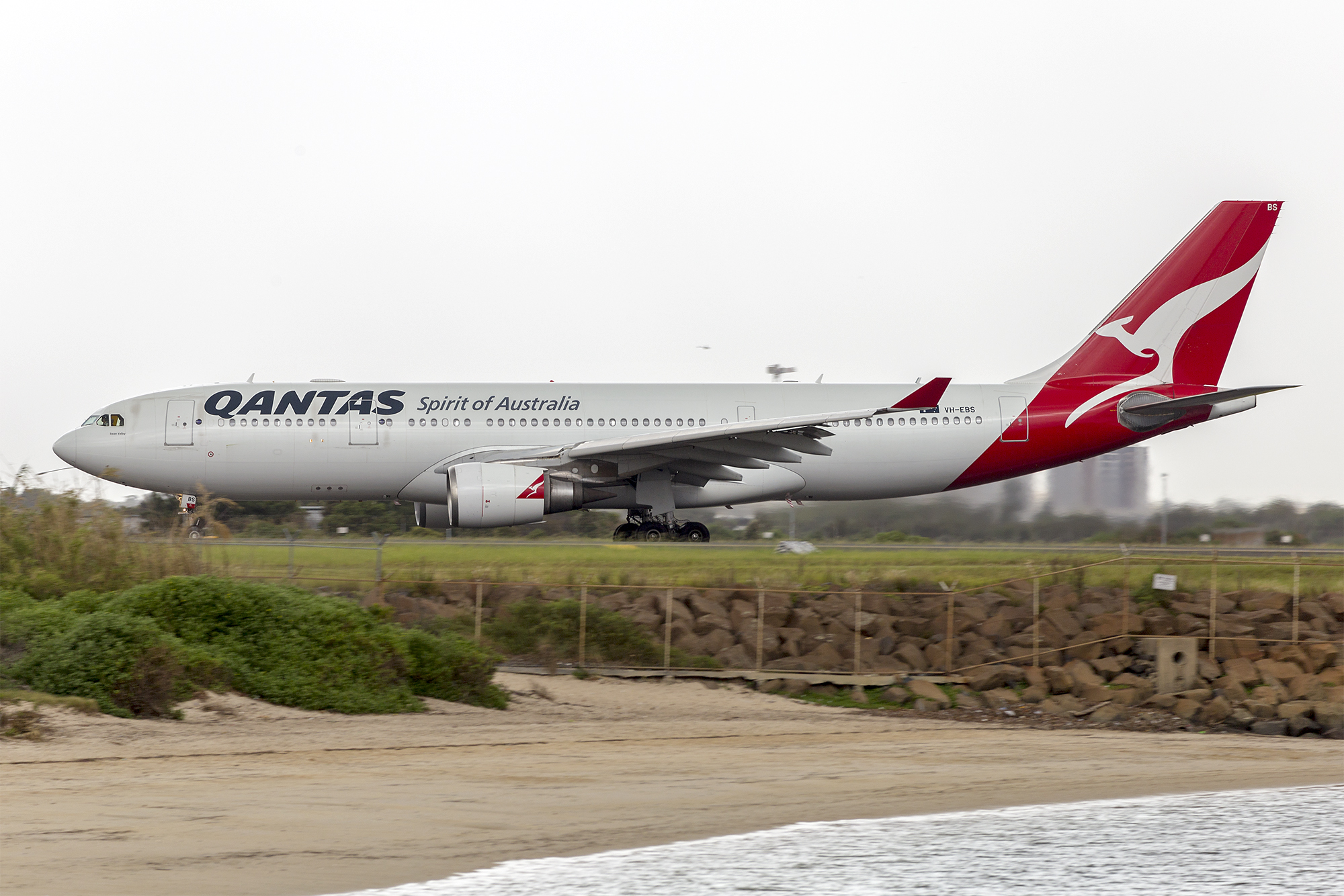
Airbus A330-200

Airbus A330-300

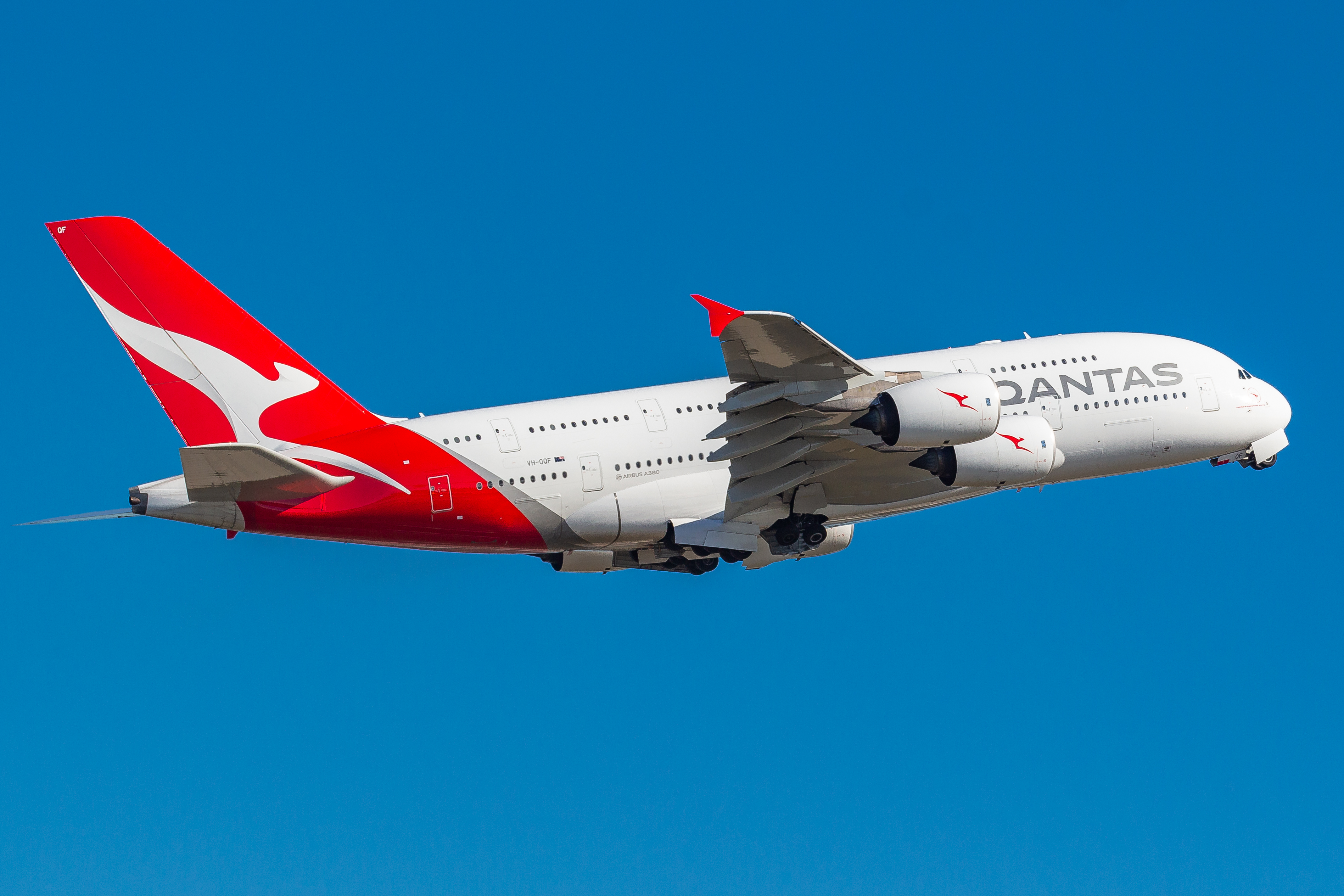
Airbus A380-800

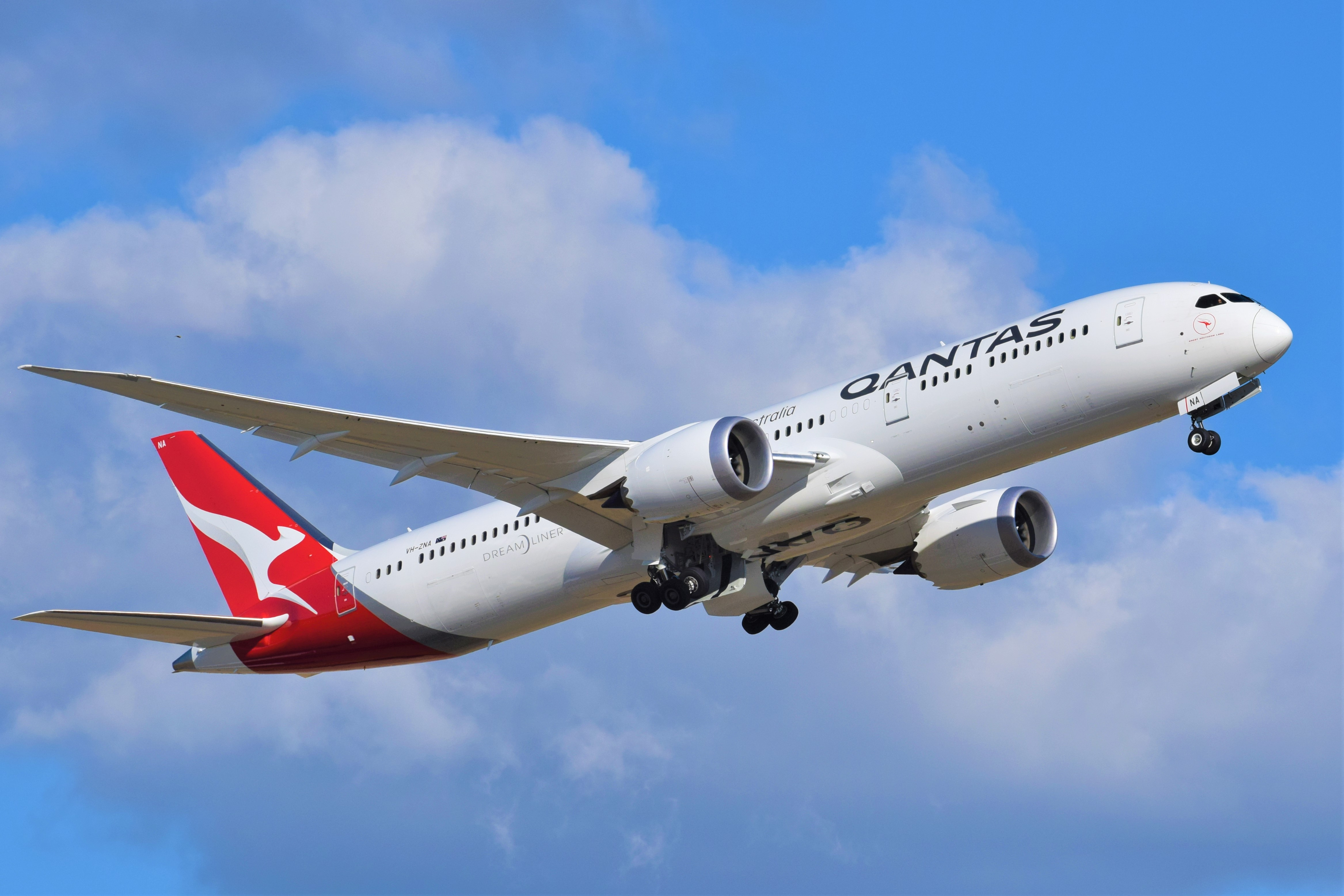
Boeing 787-9

Tuổi thọ trung bình đội bay tính đến đầu năm 2025 là 12,5 năm.
Tính đến cuối tháng 1 năm 2025:
| Máy bay          | Đang hoạt động | Đặt hàng | Hành khách | Hành khách | Hành khách | Hành khách | Hành khách | Ghi chú                                                                                 |
| Máy bay          | Đang hoạt động | Đặt hàng | F          | C          | Y+         | Y          | Tổng       | Ghi chú                                                                                 |
| ---------------- | -------------- | -------- | ---------- | ---------- | ---------- | ---------- | ---------- | --------------------------------------------------------------------------------------- |
| Airbus A321XLR   | —              | 28       | —          | 20         | —          | 180        | 200        | Giao hàng cuối năm 2025.Thay thế các chiếc Boeing 737-800                               |
| Airbus A330-200  | 16             | —        | —          | 27         | —          | 224        | 251        | Hai chiếc chuyển sang phiên bản chở hàng.Sẽ cho nghỉ hưu và thay thế bằng dự án Sunrise |
| Airbus A330-200  | 16             | —        | —          | 28         | —          | 243        | 271        | Hai chiếc chuyển sang phiên bản chở hàng.Sẽ cho nghỉ hưu và thay thế bằng dự án Sunrise |
| Airbus A330-300  | 10             | —        | —          | 28         | —          | 269        | 297        |                                                                                         |
| Airbus A350-1000 | —              | 24       | 6          | 52         | 40         | 140        | 238        | Giao hàng từ năm 2027.Một phần của dự án Sunrise                                        |
| Airbus A380-800  | 10             | —        | 14         | 64         | 35         | 371        | 484        |                                                                                         |
| Airbus A380-800  | 10             | —        | 14         | 70         | 60         | 341        | 485        | Cải tiến mới khoang Thương Gia và Phổ thông đặc biệt                                    |
| Boeing 737-800   | 75             | —        | —          | 12         | —          | 162        | 174        | Dừng hoạt động từ năm 2027.Thay thế bởi Airbus A321neo và Airbus A220                   |
| Boeing 787-9     | 14             | 4        | —          | 42         | 28         | 166        | 236        | Hoàn thành giao 14 tàu bay                                                              |
| Boeing 787-10    | __             | 8        |            |            |            |            |            |                                                                                         |
| Tổng cộng        | 125            | 64       |            |            |            |            |            |                                                                                         |

Qantas đặt tên cho các máy bay của mình từ năm 1926, bao gồm tên của các vị thần Hy Lap, các vì sao, các nhân vật trong ngành hàng không Australia và các loài chim của Australia. Từ năm 1959, hầu hết các máy bay của Qantas được đặt tên theo các thành phố của Australia.
Qantas khai thác máy bay Airbus A380 trên các đường bay từ Sydney và Melbourne tới Los Angeles, Singapore và London quá cảnh Singapore và là hãng hàng không duy nhất khai thác máy bay A380 từ nhiều điểm trung chuyển chính.
Hãng áp dụng "tiêu chuẩn cao nhất trong quy trình làm sạch và khử trùng cabin, ghế ngồi, bếp và nhà vệ sinh".
Người này nhấn mạnh, bộ lọc HEPA, một phần của hệ thống điều hòa không khí trên máy bay, cũng được sử dụng trong các bệnh viện. Do đó không khí trong cabin được thay mới sau 3-5 phút, cung cấp không khí sạch hơn nhiều so với các không gian công cộng khác như tàu hỏa, nhà hàng, trung tâm mua sắm và văn phòng.

### Khoang hạng nhất

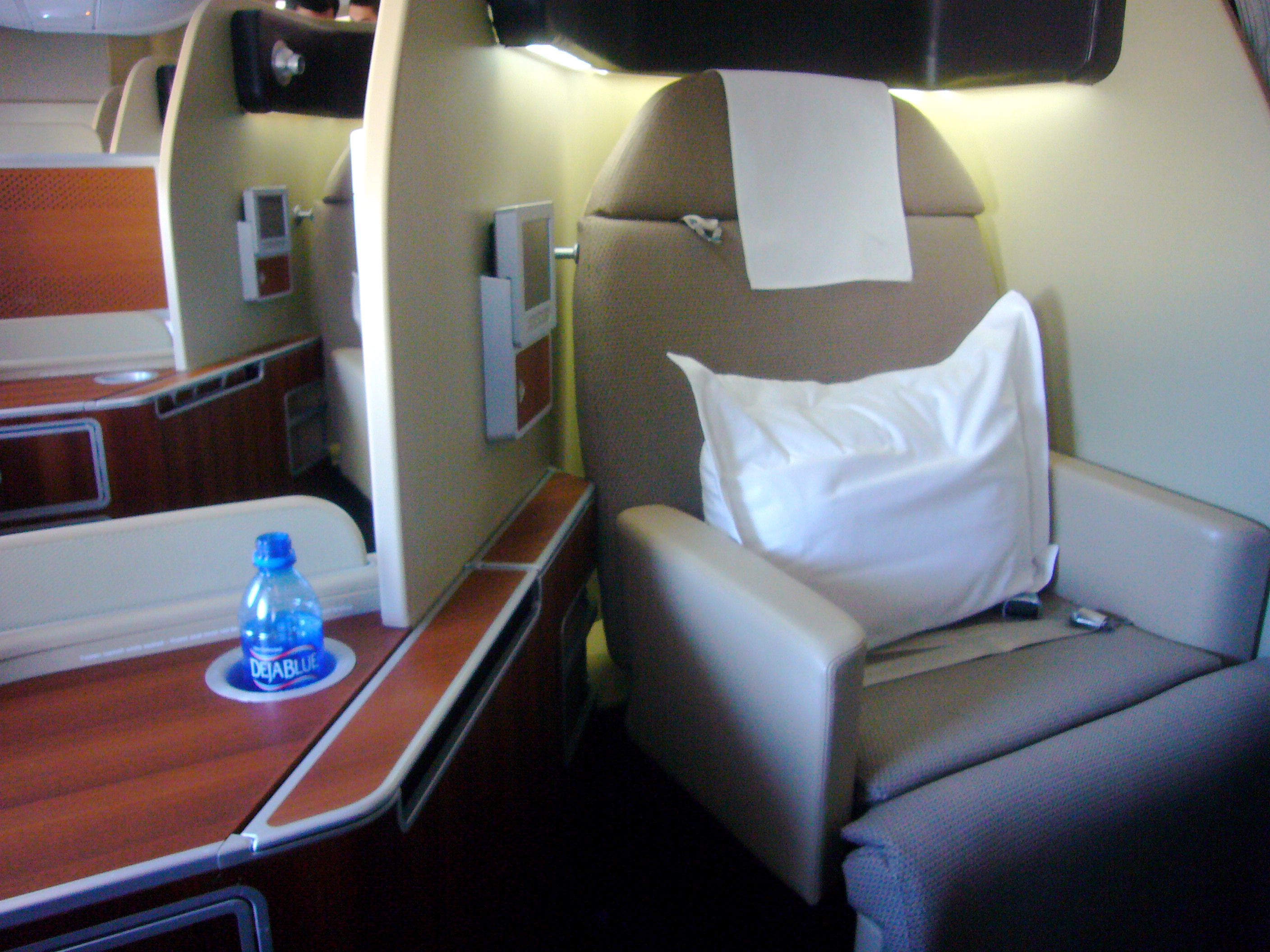
Qantas First Class suite on the A380

Dịch vụ hạng nhất được phục vụ trên máy bay Boeing 747-400 và Airbus A380. Trên máy bay Boeing 747-400, ghế dành cho khách hạng nhất có thể chuyển thành giường nằm rộng 22 inch và dài 6ft6 (khoảng 198 cm). Màn hình cảm ứng 10.4 inch với 400 chương trình giải trí, một ổ cắm điện 110V. Trên mỗi máy bay Boeing 747 có 14 ghế hạng nhất.
Trên máy bay A380, Qantas cung cấp 14 khoang hạng nhất với ghế ngồi rộng 29 inch và có thể chuyển thành giường nằm dài 212 cm. Mỗi khoang có 1 màn hình HD 17 inch với khoảng 1000 chương trình giải trí. Ngoài ổ cắm điện như trên Boeing 747-400, hành khách còn được trang bị thêm ổ cắm USB. Hành khách còn được sử dụng phòng khách hạng thương gia trên tầng trên của máy bay.
Tại sân bay, hành khách hạng nhất có thể sử dụng phòng chờ hạng nhất hoặc phòng chờ hạng thương gia.

### Hạng thương gia
Hạng thương gia được phục vụ trên tất cả các chuyến bay của Qantas (trừ các chuyến bay do Qantaslink hoặc các hãng trực thuộc khai thác).
Ghế ngồi trên khoang "Hạng thương gia nội địa" được sắp xếp theo hình thức 2-2 trên máy bay Boeing 737 và 2-2-2 trên máy bay Boeing 767. Còn trên máy bay A330-200 (sẽ sớm được chuyển cho Jetstar, được sắp xếp theo hình thức 2-3-2 (2-2-2 trên hàng đầu tiên) với 38 chỗ. Đối với tất cả các máy bay A330-200s khác, hình thức ghế ngồi là 2-2-2 và tất cả đều có màn hình cá nhân phía sau ghế. 

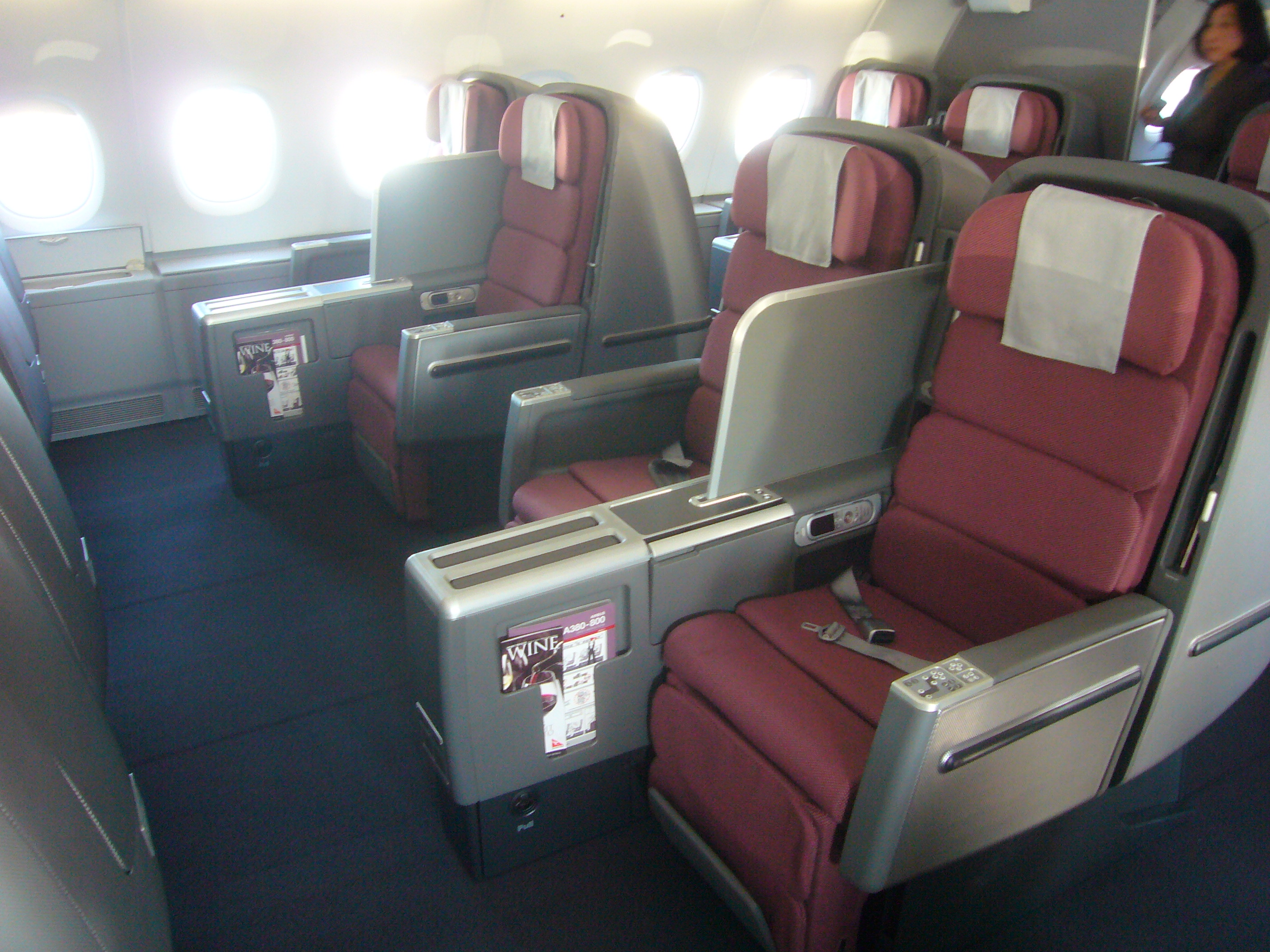
Qantas long-haul Business Class SkyBed seats

Hạng thương gia quốc tế được phục vụ trên máy bay Boeing 747, các máy bay Airbus A330-200s khai thác đường bay quốc tế, A330-300 và Airbus A380. Trên máy bay Boeing 747, hình thức ghế ngồi là 2-3-2 ở tầng dưới và 2-2 ở tầng trên. Đối với máy bay A330 thì hình thức này là 2-2-2 với các ghế ngồi rộng 21.5 inch và có thể ngả thành giường nằm. Ghế ngồi trên máy bay A330s và 747s đếu có một màn hình cảm ứng 10.4 inch với 400 chương trình. Trên máy bay A380, Qantas phục vụ 72 ghế hạng thương gia ở tầng trên theo hình thức 2-2-2 trên hai khoang khác nhau và các ghế ngồi có thể ngả thành giường nằm dài 2m. Mỗi hành khách đều có một màn hình 12 inch với 1000 chương trình giải trí. Trên khoang có một phòng khách cho khách hạng thương gia.
Tại sân bay, khách hạng thương gia có thể sử dụng phòng chờ của Qantas hoặc đối tác của hãng.

### Hạng phổ thông đặc biệt
Hạng phổ thông đặc biệt chỉ có trên máy bay A380 và một số máy bay 747. Ghế ngồi trên máy bay A380 rộng 19.5 inch. Có tất cả 32 chỗ ngồi loại này ở tầng trên của máy bay A380 được sắp xếp theo hình thức 2-4-2.

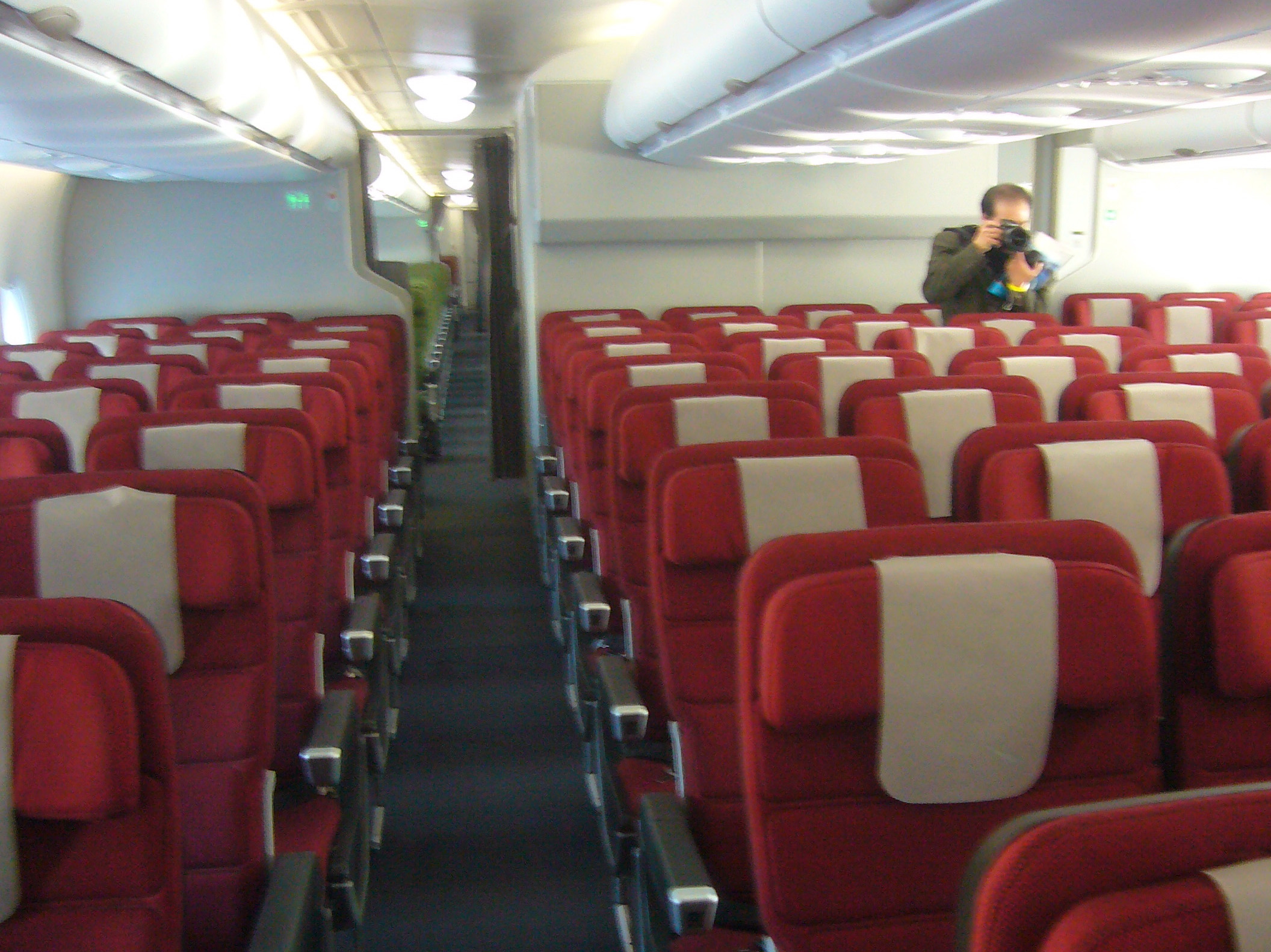
Qantas long-haul Economy cabin

### Hạng phổ thông
Hạng phổ thông được phục vụ trên tất cả các máy bay của Qantas. Ghế ngồi hạng này thường rộng khoảng từ 17-17.5 inch.

### Dịch vụ
- Hãng hàng không của năm do Skytrax bình trọn: top 5.[61]
- Hãng hàng không tốt nhất Australia năm 2005, 2006 và 2008 do Skytrax bình trọn[62]
- Hãng hàg không tốt nhất khu vực Úc năm 2006 và 2008[62]

### Giải trí
Hãng hàng không có dịch vụ giải trí trên khoang tốt nhất năm 2002, 2003, 2005 và 2006 do WAEA Avion bình trọn

Hướng dẫn giải trí trên khoang năm 2005, 2006

WAEA Avion awards Best Entertainment for Inseat Systems – 2006

### Rượu
Best First Class Red - 2009 Cellars in the Sky Awards 

Best First Class Fortified - 2009 Cellars in the Sky Awards 

Best First Class Cellar - 2009 Cellars in the Sky Awards 

Best Presented Wine List - 2009 Cellars in the Sky Awards 

Best First and Business Class Wine List – 2005 cellars in the Sky Awards.

Most Original First Class Wine List – 2007, 2008 cellars in the Sky Awards.

Best First Class – 2007 Cellars in the sky awards

Best Business Class Sparkling Award – 2007 cellars in the Sky Awards

Best Consistency of Wines across Business and First – 2007 Cellars in the Sky Awards

### Design Awards
2009 Australian International Design Award of the Year – A380 Economy Seat
2010 - The Chicago Anthenaeum's Annual Good Design Awards - A380 First Class Suite
Chương trình khách hàng thường xuyên của Qantas nhằm trao thưởng cho các khách hàng thân thiết. Thành viên của chương trình sẽ được tích điểm trên mỗi chuyến bay của Qantas, các thành viên của Oneworld cũng như các đối tác khách của chương trình. Điểm tích lũy có thể quy đổi thành vé thưởng hoặc dùng để nâng hạng trên các chuyến bay khai thác bởi Qantas, Oneworld và các đối tác. Các đối tác bao gồm thẻ tín dụng, dịch vụ thuê xe, khách sạn... Để trở thành hội viên của chương trình, khách hàng tại Australia và New Zealand phải trả một khoản phí gia nhập và sau đó trở thành hội viên hạng đồng (khách hàng có quốc tịch nước ngoài không phải trả phí này). Tất cả các tài khoản được kích hoạt và ở trong trạng thái mở nếu khách hàng có điểm tích lũy trong mỗi 18 tháng. Tùy theo số điểm tích lũy mà hạng của hội viên có thể thay đổi như hạng Bạc (Oneworld Ruby), hạng vàng (Oneworld Sapphire) và hạng bạch kim (Oneworld Emerald).

### The Qantas Club
Là sản phẩm phòng chờ hạng thương gia của Qantas đặt tại các sân bay ở Australia và trên toàn thế giới. Chương trình này dành cho các thành viên thẻ vàng, thẻ bạch kim hoặc các thành viên có trả phí (1, 2 hoặc 4 năm). Khách hàng có thể sử dụng phòng chờ hạng thương gia, được ưu tiên làm thủ tục, ưu tiên hành lý quá cước. Chairmans Lounge là phòng chờ chỉ dành cho khách hàng được mời và nó có các dịch vụ tốt hơn so với Qantas Club.
Tiện nghi của các phòng chờ tùy thuộc vào điều kiện của sân bay, tuy nhiên luôn bao gồm:
- Phòng chờ;— bàn làm việc, Internet, fax và máy photocopy;
- Phòng tắm;— phòng tắm cá nhân và bộ đồ tắm;
- Bar;— quầy bar miễn phí và có nhân viên phục vụ.

Phòng chờ còn có ổ cắm điện, dịch vụ điện thoại nội hạt miễn phí, truyền hình và khu vực yên tĩnh. Từ tháng 4-2007, các phòng chờ của Qantas đều có Internet wireless miễn phí.
Một vài phòng chờ quốc tế được nâng cấp vào năm 2007, các phòng chờ hạng nhất và hạng thương gia được mở ở Bangkok và Los Angeles, ngoài ra hãng cũng nâng cấp các phòng chờ ở Sydney và Melbourne và được thiết kế bởi Marc Newson.

### Lounge access
Đối với phòng chờ nội địa, hội viên có quyền sử dụng phòng chờ khi bay với Qantas hoặc Jetstar và có thể mời thêm 1 người và người này không nhất thiết phải bay. Đối với phòng chờ quốc tế, người được mời thêm cũng phải bay cùng với hội viên. Khi bay với American Airlines, hội viên có thể sử dụng phòng chờ Admirals Club và với British Airways thì sử dụng Terraces Lounge.
Hội viên bạch kim có thể sử dụng phòng chờ nội địa của Qantas vào mọi lúc, cho dù không bay vào ngày hôm đó.
Hội viên Sapphire và Emerald của Oneworld cũng có quyền sử dụng tất cả các phòng chờ của Qantas trên toàn cầu.
Tổng hành dinh của Qantas được đặt ở Trung tâm Qantas tại Mascot ngoại thành của City of Botany Bay, Sydney, New South Wales.
Vào năm 1920 "Queensland and Northern Territory Aerial Services Ltd" có tổng hành dinh tại Winton, Queensland. Năm 1921 nó được chuyển về Longreach, Queensland và tới năm 1930 nó được chuyển về Brisbane. Năm 1957, tổng hành dinh chính của Qantas với tên gọi Qantas House được đặt tại phố Hunter, Sydney. Vào thập niên 70, tổng hành dinh mới của Qantas, bao gồm cả tòa tháp đôi, trị giá 50 triệu đô Úc được xây dựng ở Sydney và được hoàn thành năm 1973.
hãng con
jetstar pacific: 30%,... còn đang cập nhật
1. ↑  http://qantas2015.reportonline.com.au/system/files_force/downloads/full_qantas_annual_report_2015-1.pdf?download=2%5B%5D
2. ↑  “The Spirit of Tomorrow”. Qantas. Truy cập ngày 30 tháng 5 năm 2013.
3. 1 2  “Other Qantas Contacts”. Qantas. Truy cập ngày 10 tháng 2 năm 2009.
4. 1 2 3 4 5  “Preliminary Final Report 2015” (PDF). Truy cập ngày 20 tháng 8 năm 2015.
5. ↑  “Small Beginnings”. Our Company. Qantas. Truy cập ngày 16 tháng 12 năm 2006.
6. ↑  “The Plane, the Place and the Passenger”. Our Company. Qantas. Truy cập ngày 17 tháng 12 năm 2006.
7. ↑  “The Formative Years”. Our Company. Qantas. Truy cập ngày 17 tháng 12 năm 2006.
8. ↑  “The Flying Doctor Service”. Our Company. Qantas. Truy cập ngày 17 tháng 12 năm 2006.
9. ↑  “The Move to Brisbane”. Our Company. Qantas. Truy cập ngày 16 tháng 12 năm 2006.
10. ↑  “Venturing Overseas”. Our Company. Qantas. Truy cập ngày 16 tháng 12 năm 2006.
11. ↑  “The World at War”. Our Company. Qantas. Truy cập ngày 16 tháng 12 năm 2006.
12. ↑  “The Rise of Civil Aviation to 1970”. National Stories. Australian Heritage Commission. Bản gốc lưu trữ ngày 6 tháng 12 năm 2006. Truy cập ngày 7 tháng 1 năm 2007.
13. ↑  Roger Thiedeman (ngày 27 tháng 2 năm 2007). “Koggala, Catalinas, and the double sunrise”. The Sunday Times. Truy cập ngày 15 tháng 2 năm 2009.
14. 1 2  “Post War Expansion”. Our Company. Qantas. Truy cập ngày 16 tháng 12 năm 2006.
15. ↑  “Constellations Span the World”. Our Company. Qantas. Truy cập ngày 16 tháng 12 năm 2006.
16. 1 2 3  Wilson, Stewart (1998). Boeing 707 Douglas DC-8 & Vickers VC10. ACT, Australia: Aerospace Publications. tr. 185. ISBN 1-875671-36-6.
17. ↑  Dr Ron Yates. “Qantas and the 707”. VH-JET#1 & Her Sisters. Ron Cuskelly. Truy cập ngày 14 tháng 5 năm 2007.
18. ↑  “WHY VH-XBA?”. QANTAS FOUNDATION MEMORIAL LTD. ngày 8 tháng 10 năm 2006. Truy cập ngày 13 tháng 6 năm 2007.
19. ↑  “Historic First Qantas Jet to Return to Australia”. Qantas. ngày 9 tháng 10 năm 2006. Truy cập ngày 20 tháng 12 năm 2006.
20. ↑  “707 Chronology”. VH-Jet#1 & her sisters. Truy cập ngày 20 tháng 12 năm 2006.
21. ↑  Gunn, John (1988). “This Remarkable Position 1961”. High Corridors: Qantas, 1954–1970. Saint Lucia, Queensland: University of Queensland Press. tr. 226. ISBN 0702221287. Truy cập ngày 22 tháng 7 năm 2007.
22. ↑  “The Jumbo Jet”. Our Company. Qantas. Truy cập ngày 16 tháng 12 năm 2006.
23. ↑  bbCuskelly, Ron. “VH-EAH”. VH-Jet#1 & her sisters. Truy cập ngày 16 tháng 12 năm 2006.
24. 1 2  “Boeing Aircraft Take Qantas Further”. Our Company. Qantas. Truy cập ngày 16 tháng 12 năm 2006.
25. ↑  World Airline Directory. Flight International. ngày 20 tháng 3 năm 1975. "498.
26. ↑  “Expanding Overseas...and at Home”. Our Company. Qantas. Truy cập ngày 16 tháng 12 năm 2006.
27. ↑  The Hon R. Willis, Answer to a Question without Notice, House of Representatives Debates, ngày 13 tháng 5 năm 1993, p.775.
28. ↑  Commonwealth of Australia Budget Statements 1996–97, Budget Paper no. 3, p. 3-191.
29. ↑  Ian Thomas, '"Luck" played a key part in float success', Australian Financial Review, ngày 31 tháng 7 năm 1995.
30. ↑  “Oneworld: The alliance to serve the world takes off on February 1”. Oneworld. ngày 25 tháng 1 năm 1999. Bản gốc lưu trữ ngày 31 tháng 8 năm 2007. Truy cập ngày 15 tháng 5 năm 2007.
31. ↑  “Qantas Statement on A380 Delay” (Thông cáo báo chí). Qantas. ngày 28 tháng 11 năm 2006. Truy cập ngày 17 tháng 12 năm 2006.
32. ↑  “Qantas Orders Additional A380 Aircraft” (Thông cáo báo chí). Qantas. ngày 29 tháng 10 năm 2006. Truy cập ngày 16 tháng 12 năm 2006.
33. ↑  “Ansett Airlines Shut Down; NZ Prime Minister Blockaded in Melbourne; Howard Returns to Parochial Political Realities”. australianpolitics.com. ngày 14 tháng 9 năm 2001. Bản gốc lưu trữ ngày 10 tháng 2 năm 2007. Truy cập ngày 15 tháng 5 năm 2007.
34. ↑  “Boeing Welcomes Qantas Decision on 737–800 Purchase”. Boeing. ngày 29 tháng 10 năm 2001. Truy cập ngày 15 tháng 5 năm 2007.
35. ↑  “Qantas Orders 15 Boeing 737-800s”. Airline Industry Information. ngày 29 tháng 10 năm 2001. Truy cập ngày 15 tháng 5 năm 2007.
36. ↑  “Virgin Blue Announces Major Expansion Plans Australia's Second Airline Keeps More Of The Air Fare” (Thông cáo báo chí). Virgin Blue. ngày 30 tháng 10 năm 2001. Bản gốc lưu trữ ngày 10 tháng 12 năm 2007. Truy cập ngày 16 tháng 12 năm 2006.
37. ↑  “British Airways Sells Qantas Stake”. ASIA Travel Tips.com. ngày 8 tháng 9 năm 2004. Truy cập ngày 15 tháng 5 năm 2007.
38. ↑  “Qantas Chooses Boeing 787 Dreamliner” (Thông cáo báo chí). Boeing. ngày 13 tháng 12 năm 2005. Truy cập ngày 16 tháng 12 năm 2006.
39. ↑  “Qantas Board Chooses Boeing” (Thông cáo báo chí). Qantas. ngày 14 tháng 12 năm 2005. Truy cập ngày 16 tháng 12 năm 2006.
40. ↑  “Qantas Statement on Further B787 Delays” (Thông cáo báo chí). Qantas. ngày 10 tháng 4 năm 2008. Truy cập ngày 10 tháng 4 năm 2008.
41. ↑  James Wallace (ngày 10 tháng 11 năm 2005). “Long-range 777 would let Qantas add nonstop London-Sydney route”. Seattle Post Intelligencer. Truy cập ngày 5 tháng 2 năm 2007. Qantas Chief Executive Geoff Dixon said an aircraft that could fly nonstop between London and Sydney, round trip, was a long time dream. "Any aircraft that can give us competitive operating costs and can bypass the Asia hubs would be of great attraction to us", he said." One day, that's what Qantas needs – a hub buster."[liên kết hỏng]
42. ↑  “QantasLink”. Our Company. Qantas. Truy cập ngày 22 tháng 12 năm 2006.
43. ↑  “Qantas and Australia Post buy Star Track Express” (Thông cáo báo chí). Australia Post. Bản gốc lưu trữ ngày 16 tháng 2 năm 2007. Truy cập ngày 22 tháng 12 năm 2006.
44. ↑  Qantas lifts profit, to raise A$800M Lưu trữ ngày 22 tháng 6 năm 2011 tại Wayback Machine, CNN.com/business, ngày 21 tháng 8 năm 2002 (accessed ngày 18 tháng 1 năm 2007)
45. ↑  “Bản sao đã lưu trữ”. Bản gốc lưu trữ ngày 11 tháng 8 năm 2008. Truy cập ngày 15 tháng 6 năm 2010.
46. ↑  “A-Z Index of The World Airline Awards”. World Airline Awards. ngày 24 tháng 8 năm 2008. Bản gốc lưu trữ ngày 25 tháng 8 năm 2008. Truy cập ngày 28 tháng 9 năm 2008.
47. 1 2  “Qantas's final Boeing 747–300 heads for graveyard”. The Age. ngày 21 tháng 1 năm 2009. Bản gốc lưu trữ ngày 7 tháng 9 năm 2017. Truy cập ngày 21 tháng 1 năm 2009.
48. ↑  “Qantas Plans Ambitious Asia-Pacific Expansion”. Aviation Week. ngày 3 tháng 2 năm 2008.[liên kết hỏng]
49. ↑  "Qantas Announces A380 Delivery Date"; Qantas Media Release. Retrieved ngày 8 tháng 9 năm 2008.
50. ↑  "Qantas Airbus 380 finally reaches Sydney airport" Retrieved ngày 21 tháng 9 năm 2008.
51. ↑  “First Qantas A380 arrives”. Streem.com.au. ngày 21 tháng 9 năm 2008. Truy cập ngày 21 tháng 9 năm 2008.[liên kết hỏng]
52. ↑  “The Qantas A380 – Now on sale” (Thông cáo báo chí). Qantas. ngày 16 tháng 6 năm 2008. Truy cập ngày 30 tháng 6 năm 2008.
53. ↑  “Qantas A380 on maiden commercial flight from Sydney”. Sydney Morning Herald. ngày 24 tháng 10 năm 2008. Truy cập ngày 24 tháng 10 năm 2008.
54. ↑  “BA is in merger talks with Qantas”. British Broadcasting Company. ngày 2 tháng 12 năm 2008. Truy cập ngày 2 tháng 12 năm 2008.
55. ↑  Fenner, Robert and Steve Rothwell (ngày 18 tháng 12 năm 2008). “British Airways, Qantas Talks Fail on Ownership Split”. Bloomberg. Truy cập ngày 18 tháng 12 năm 2008.
56. ↑  Lalor, Dan (ngày 2 tháng 12 năm 2008). “British Airways in merger talks with Qantas”. Reuters. Truy cập ngày 2 tháng 12 năm 2008.
57. ↑  “Qantas may ditch most first”. Lưu trữ bản gốc ngày 17 tháng 10 năm 2009. Truy cập 8 tháng 2 năm 2015.Quản lý CS1: bot: trạng thái URL ban đầu không rõ (liên kết)
58. ↑  Qantas reduces first class seats as profits fall
59. ↑  Warne, Dan (ngày 15 tháng 7 năm 2006). “Qantas to finally offer inflight broadband”. ninemsn. Truy cập ngày 16 tháng 12 năm 2006.
60. ↑  “Bản sao đã lưu trữ”. Bản gốc lưu trữ ngày 1 tháng 1 năm 2011. Truy cập ngày 15 tháng 6 năm 2010.
61. ↑  Flying with Us – Qantas Experience
62. 1 2  List of Skytrax 2008 World Airline Awards winners Lưu trữ ngày 25 tháng 8 năm 2008 tại Wayback Machine retrieved ngày 21 tháng 1 năm 2009.
63. ↑  Australian International Design Awards
64. ↑  “Cards”. Earning Points. Qantas. Truy cập ngày 17 tháng 5 năm 2007.
65. ↑  “Status Privileges”. Benefits & Privileges. Qantas. Truy cập ngày 17 tháng 5 năm 2007.
66. ↑  “Membership Types”. Qantas Club. Qantas. Truy cập ngày 23 tháng 5 năm 2007.
67. ↑  “A Home Away From Home”. Qantas Club Benefits. Qantas. Truy cập ngày 23 tháng 5 năm 2007.
68. ↑  “Lounge Access”. Qantas Club. Qantas. Truy cập ngày 22 tháng 6 năm 2007.
69. ↑  “Lounge Access”. Qantas Club. Qantas. Truy cập ngày 17 tháng 5 năm 2007.
70. ↑  “Benefits”. Qantas Club. Qantas. Truy cập ngày 17 tháng 5 năm 2007.
71. ↑  Easdown, Geoff. "Qantas through the years Lưu trữ ngày 9 tháng 8 năm 2011 tại Wayback Machine." The Herald Sun. ngày 22 tháng 11 năm 2006. Truy cập ngày 28 tháng 4 năm 2010.
72. ↑  MacDonald, John. "Qantas Plans $80m outlay—on ground." The Age. Wednesday ngày 7 tháng 1 năm 1970. Home News 8. Truy cập from Google News 5 of 19 on ngày 28 tháng 4 năm 2010.